# Llista de peixos de Sardenya

Localització de l'illa de Sardenya a Itàlia

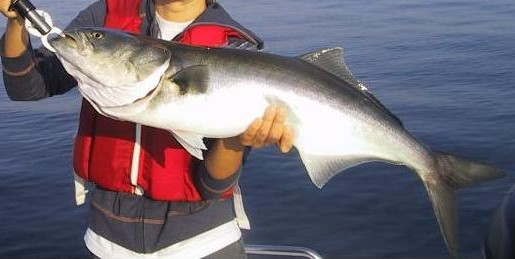
Tallahams (Pomatomus saltatrix)

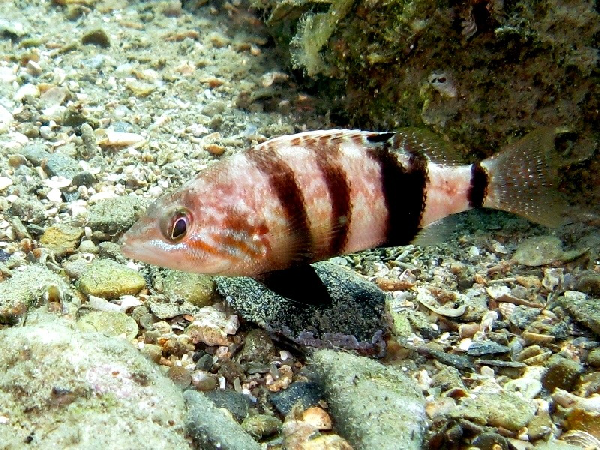
Músic (Serranus hepatus)

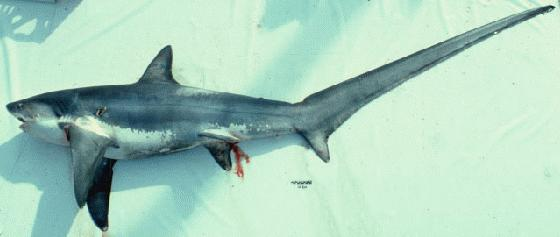
Peix guilla (Alopias vulpinus)

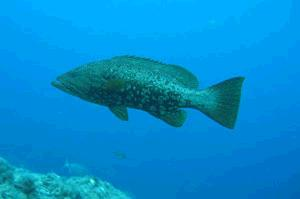
Anfós jueu (Mycteroperca rubra)

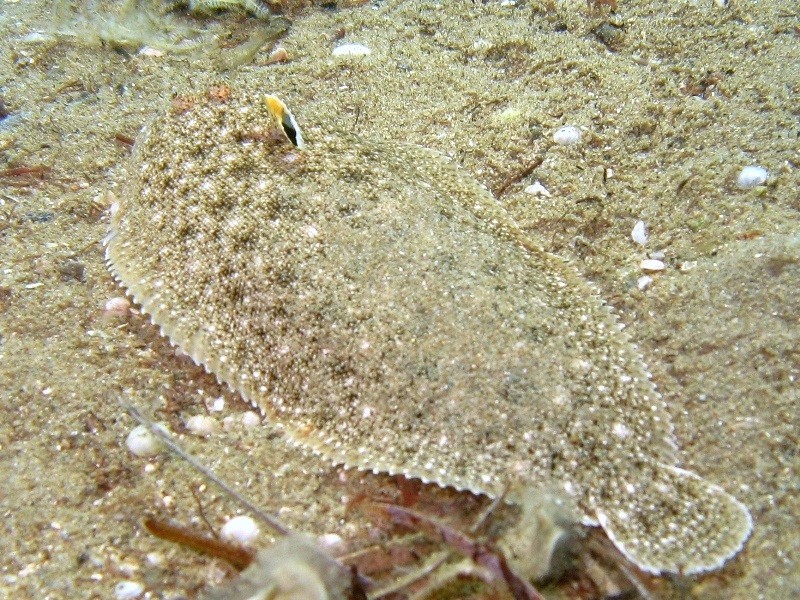
Llenguado nassut (Pegusa lascaris)

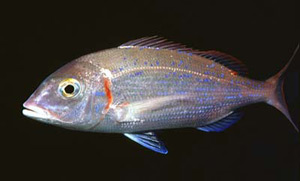
Pagell (Pagellus erythrinus)

Círvia (Seriola dumerili)

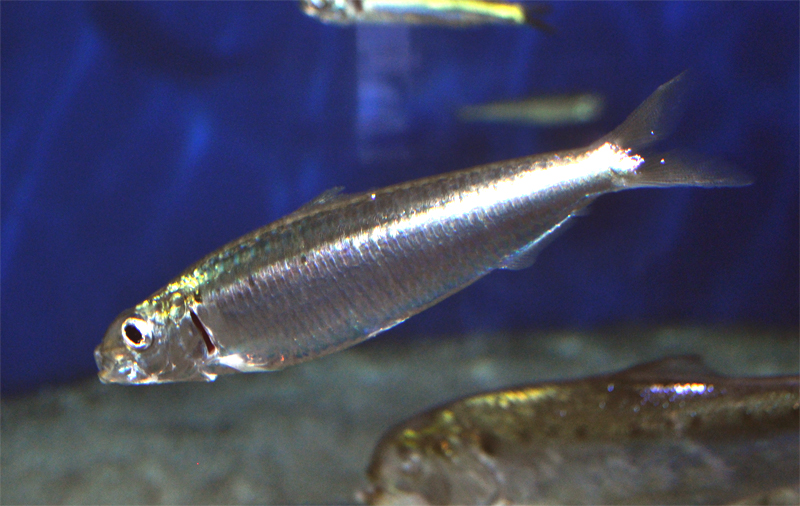
Sardina (Sardina pilchardus)

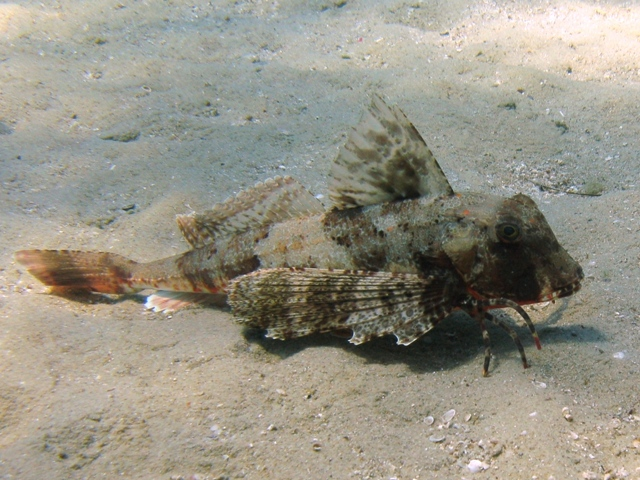
Gallineta (Trigloporus lastoviza)

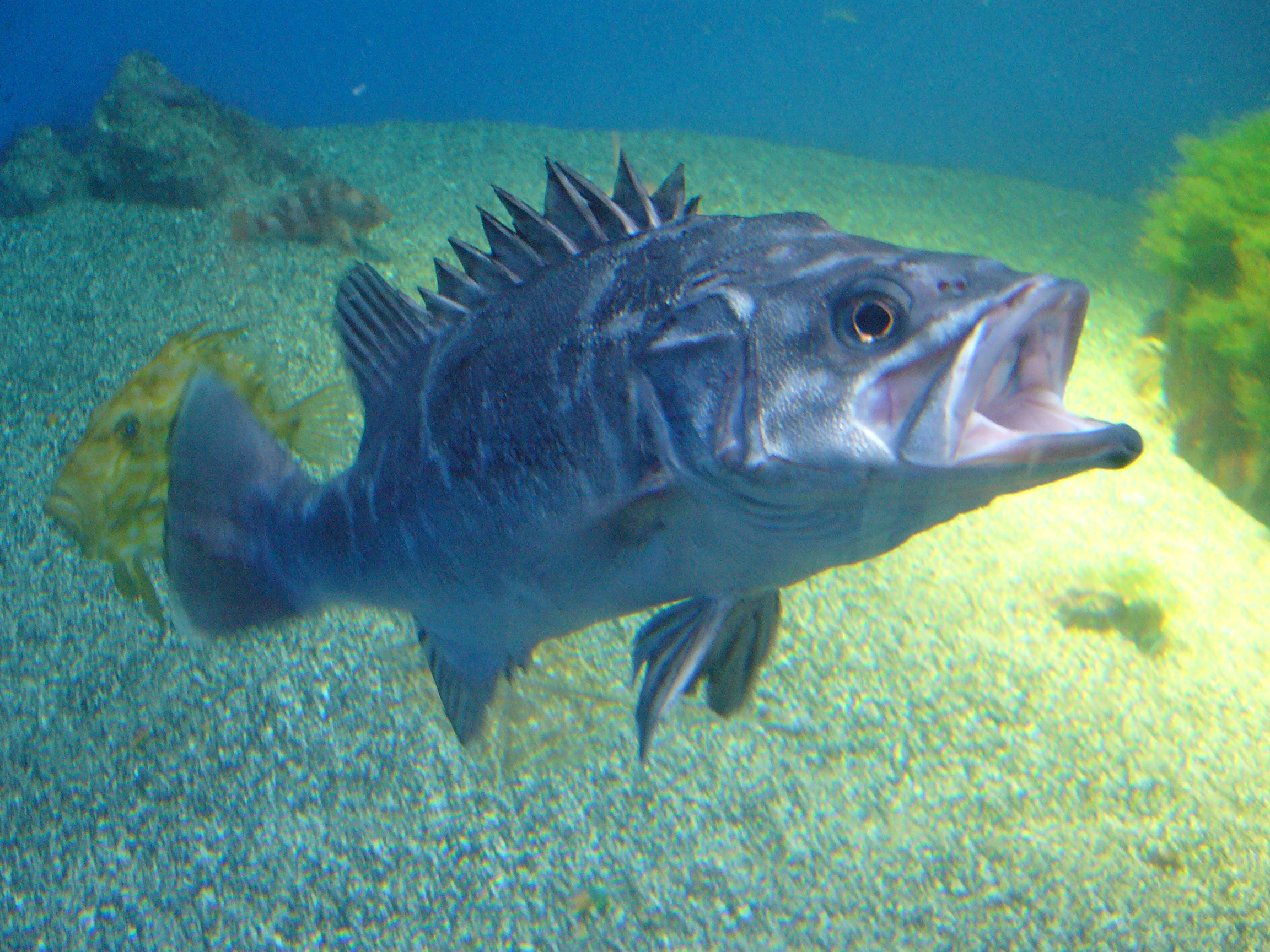
Dot (Polyprion americanus)

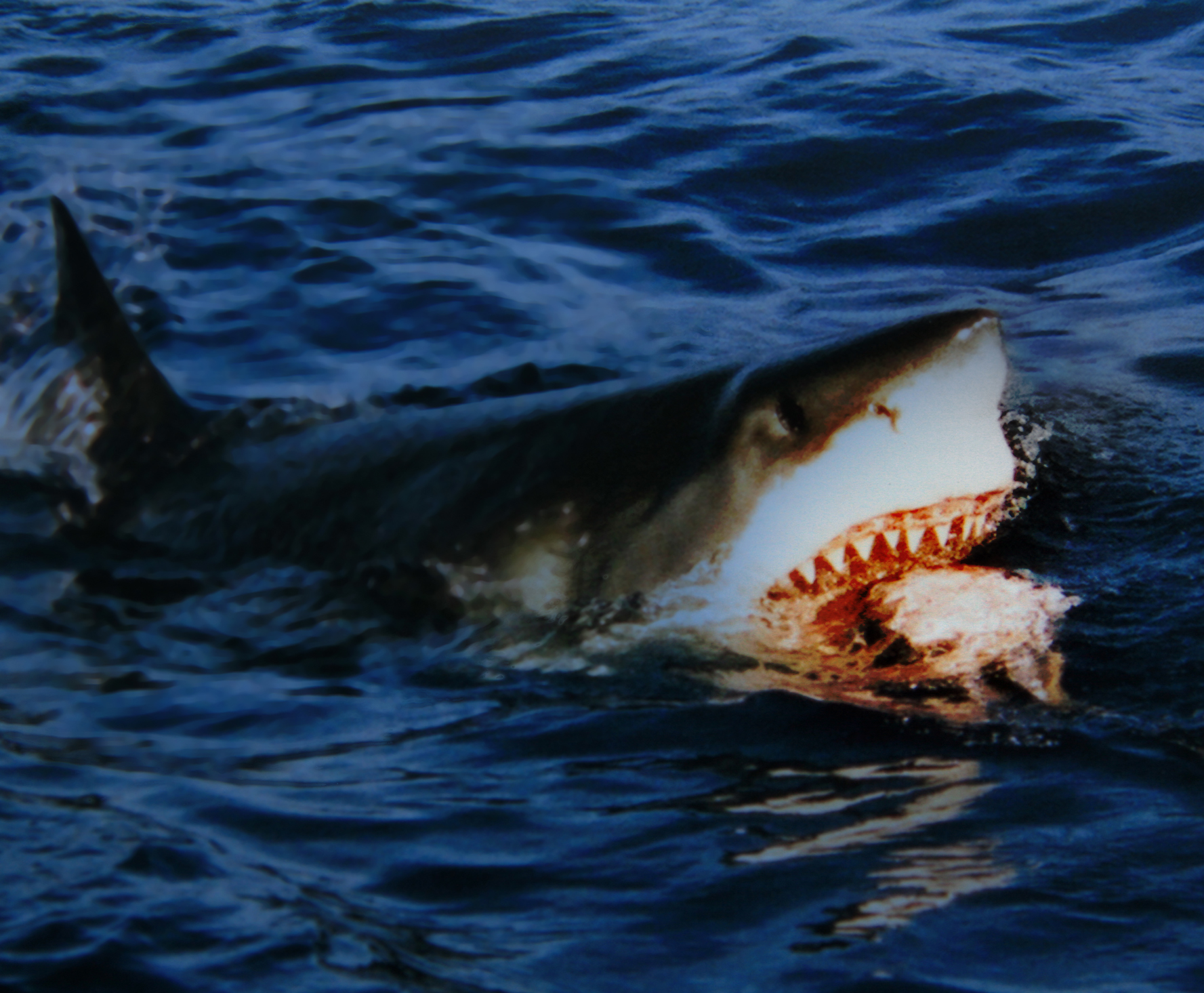
Tauró blanc (Carcharodon carcharias)

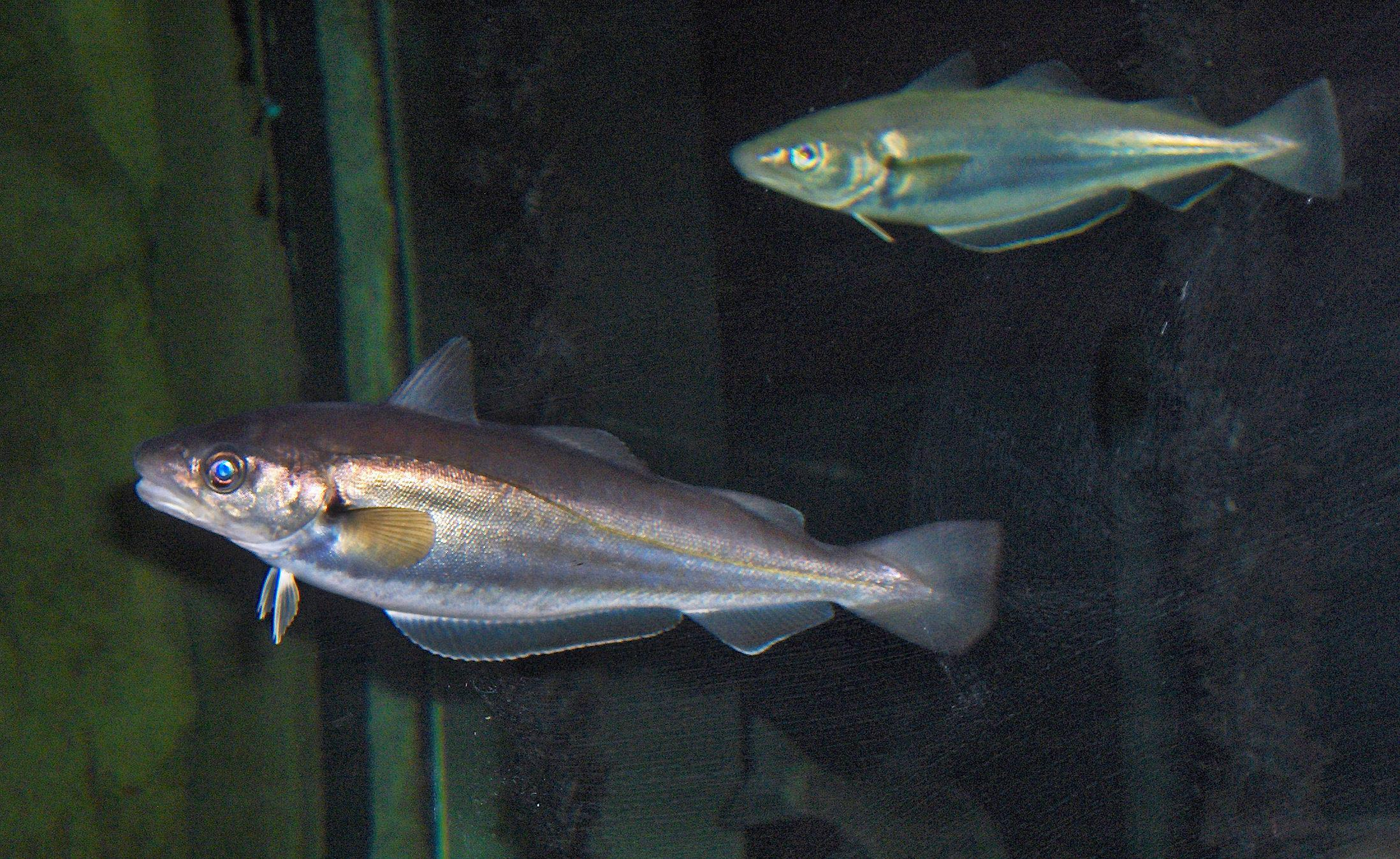
Merlà (Merlangius merlangus)

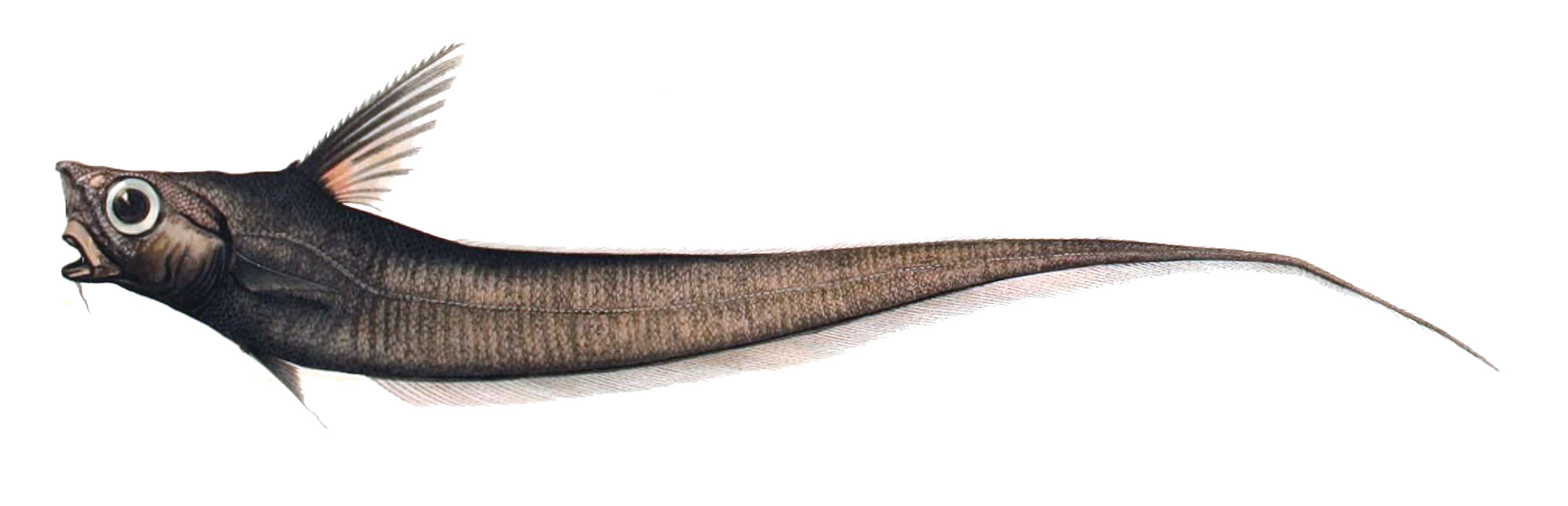
Ratolí italià (Nezumia sclerorhynchus)

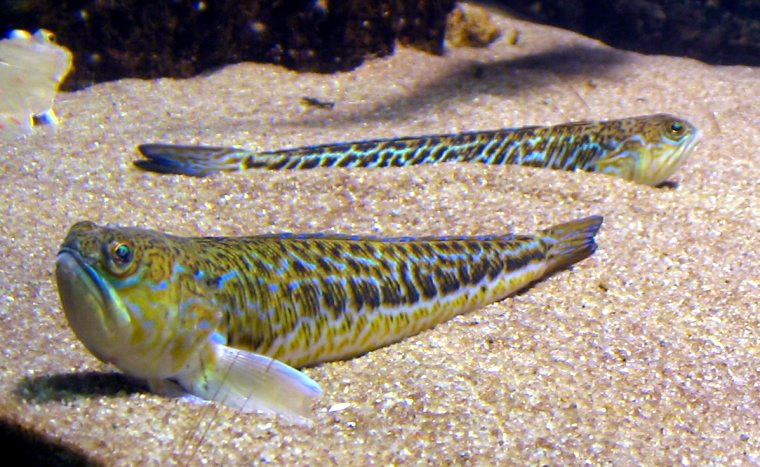
Aranya blanca (Trachinus draco)

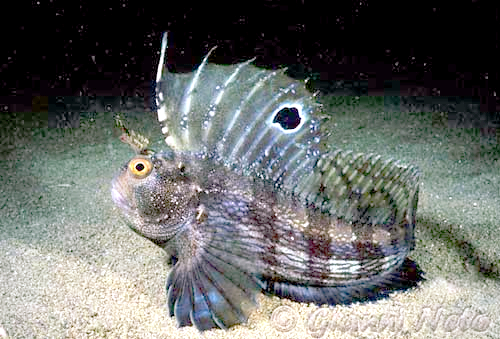
Ase mossegaire (Blennius ocellaris)

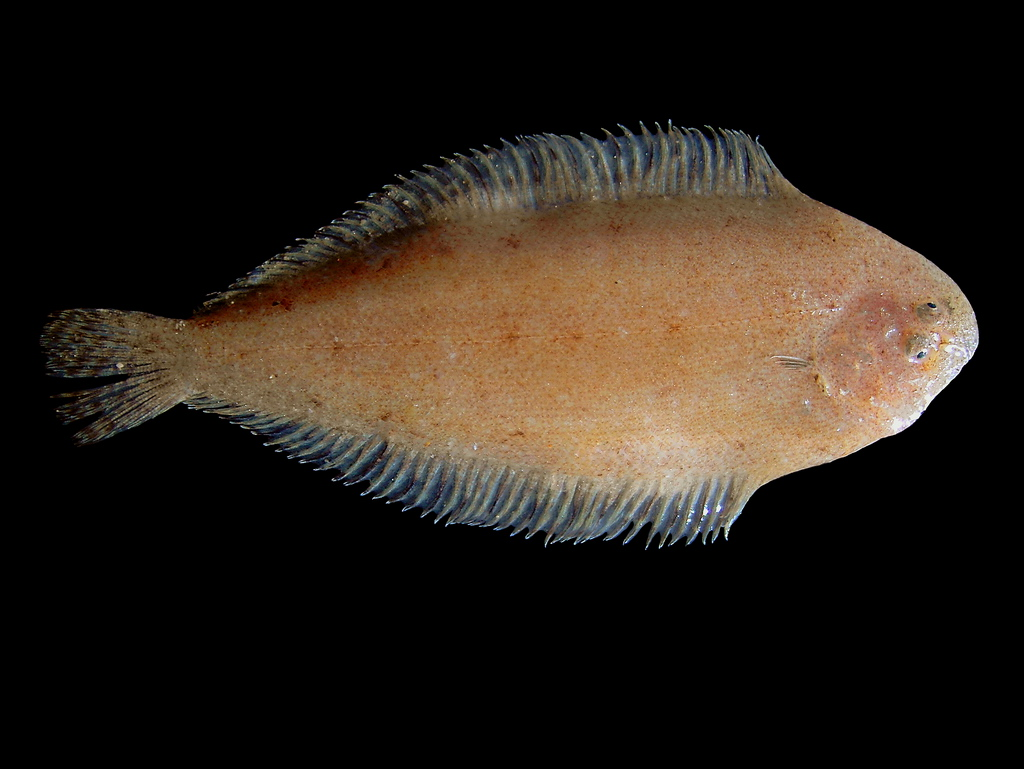
Palaí xic (Buglossidium luteum)

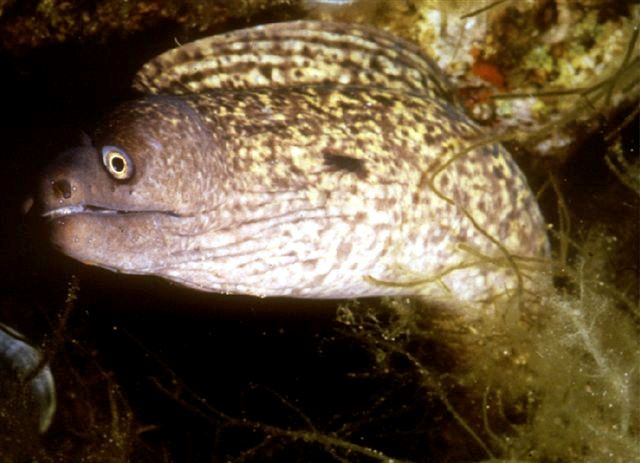
Morena (Muraena helena)

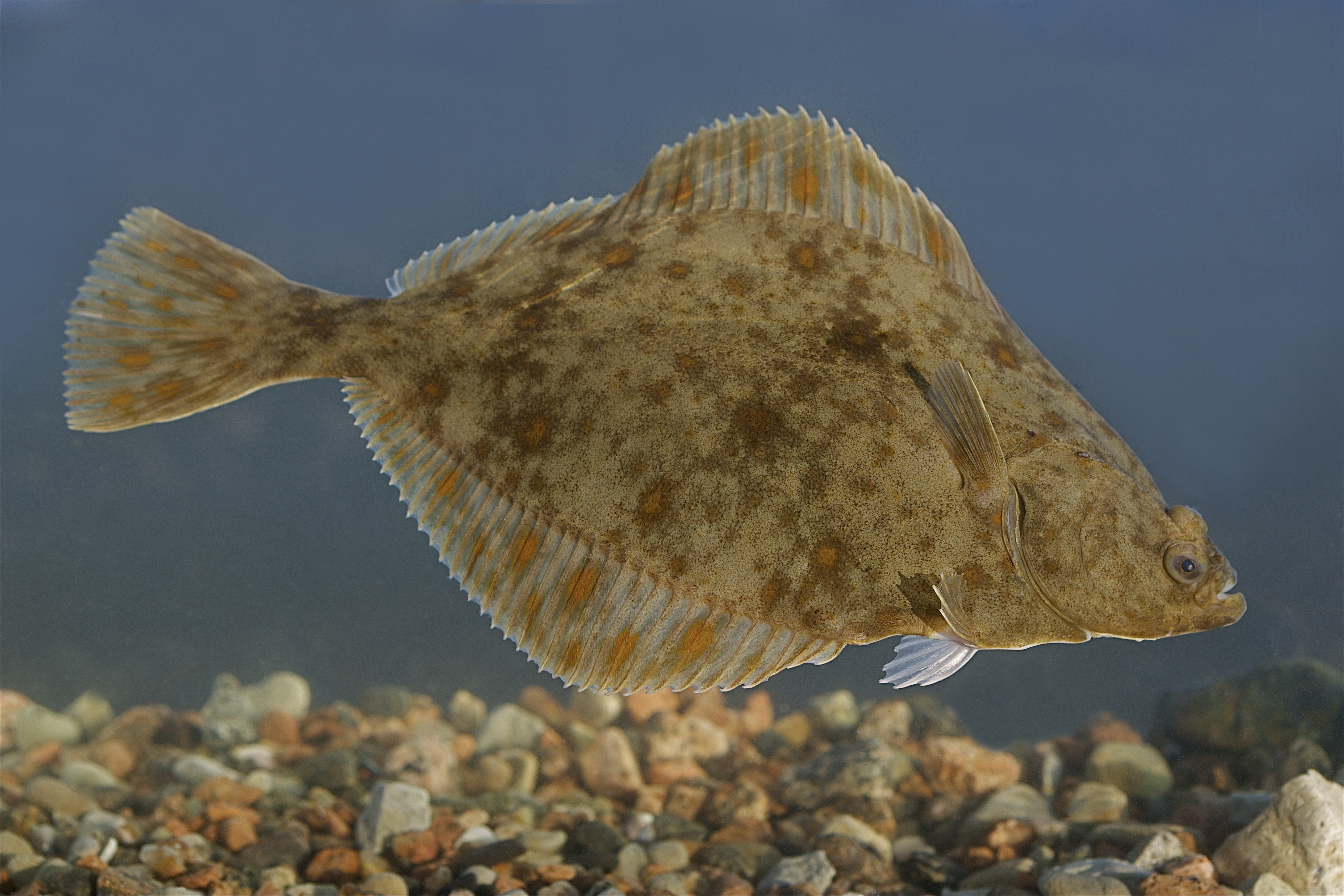
Rèmol de riu (Platichthys flesus)

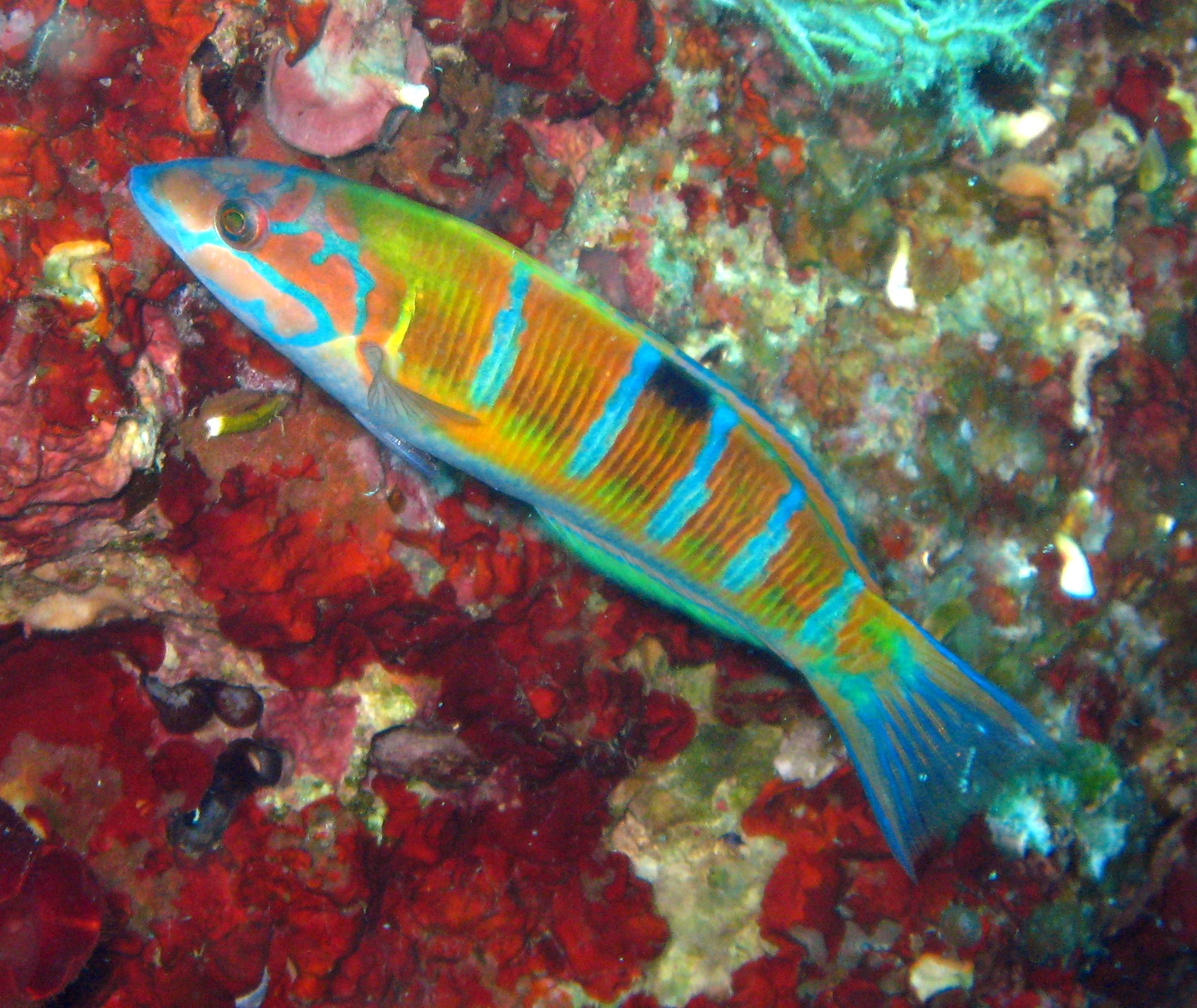
Fadrí (Thalassoma pavo)

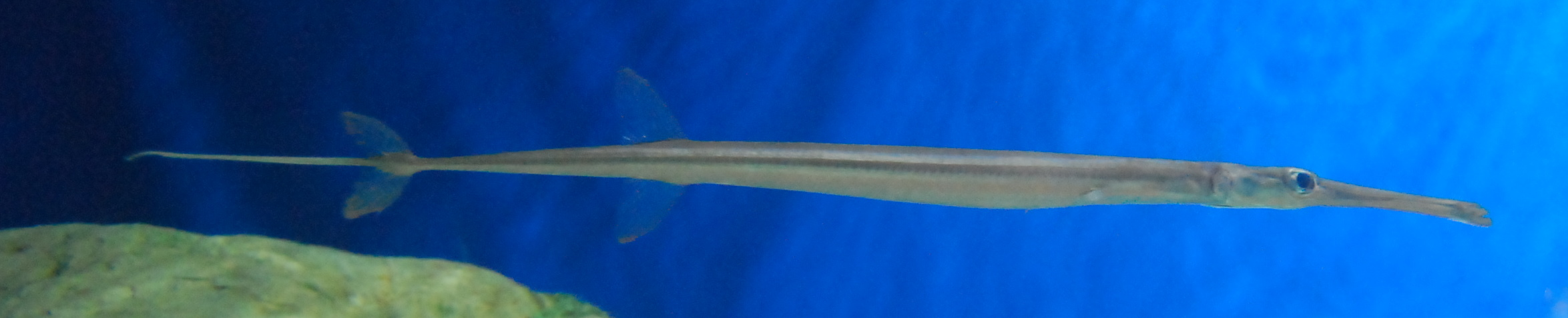
Fistularia commersonii

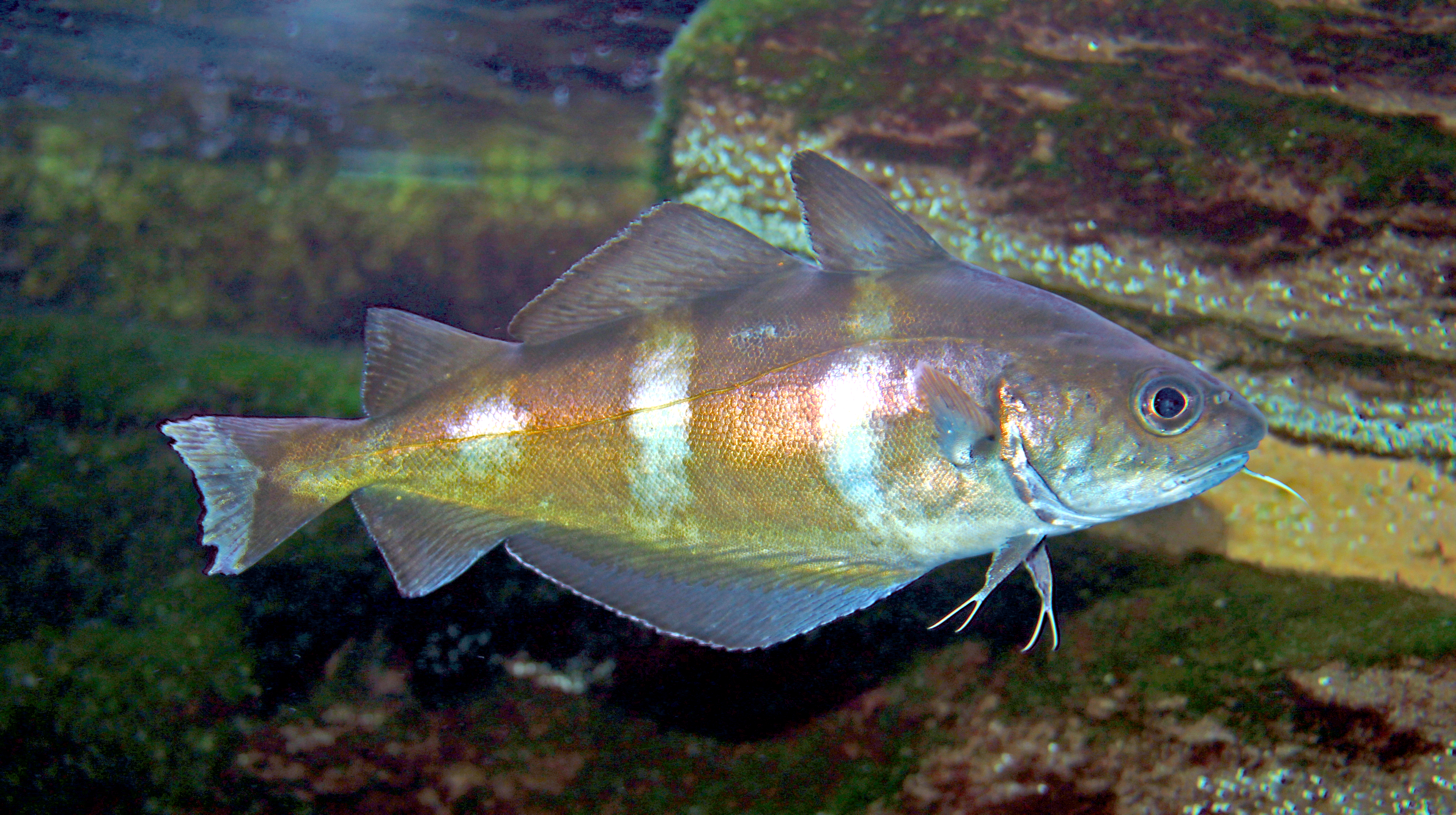
Mòllera fosca (Trisopterus luscus)

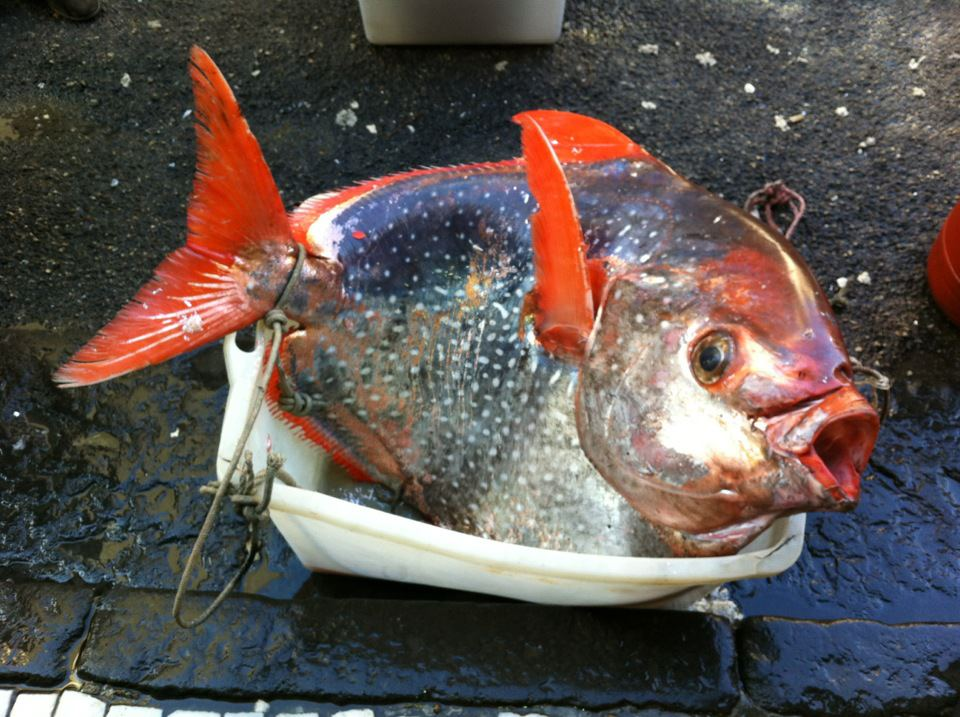
Lampris guttatus

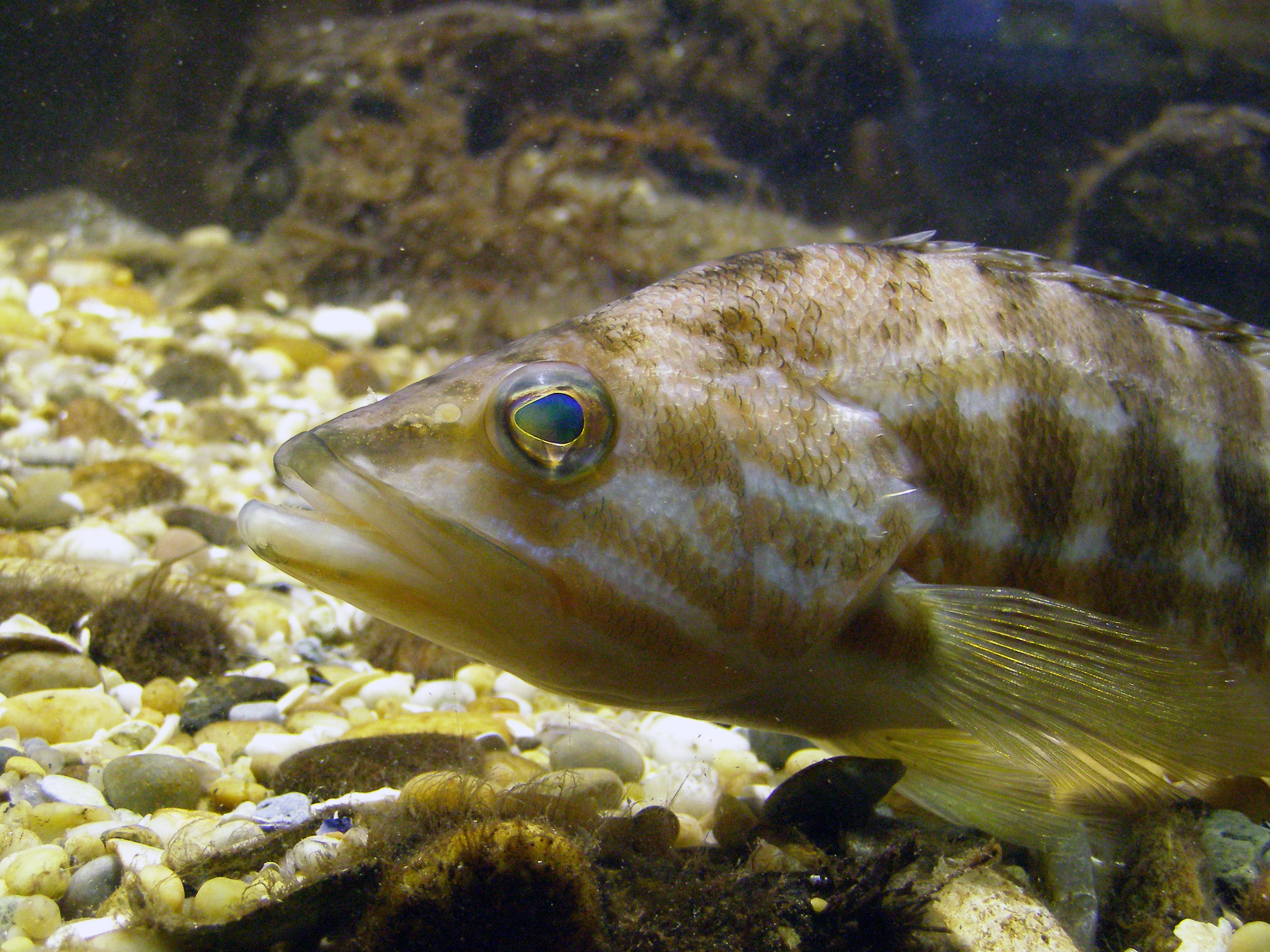
Serranet (Serranus cabrilla)

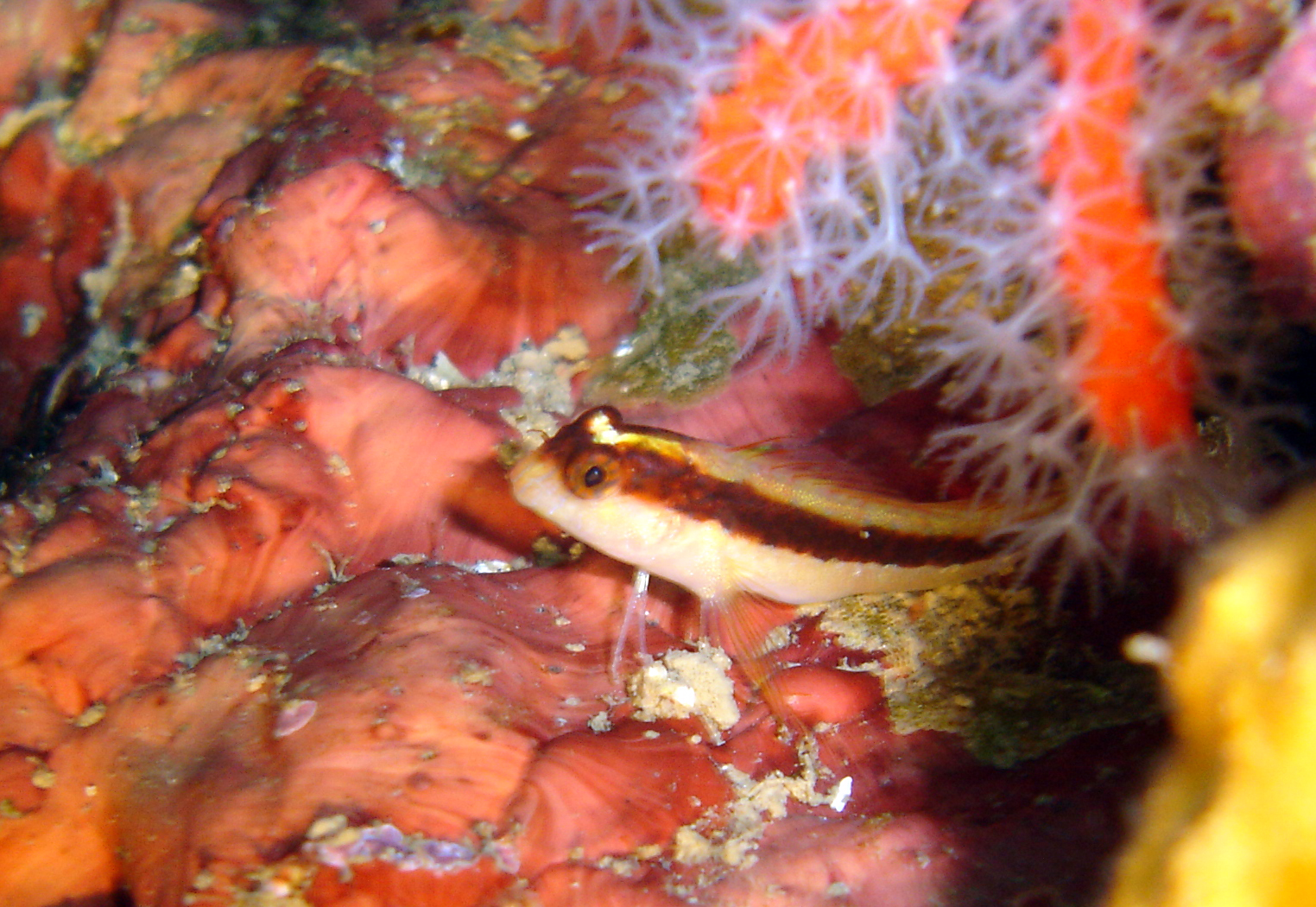
Bavosa de banda negra (Parablennius rouxi)

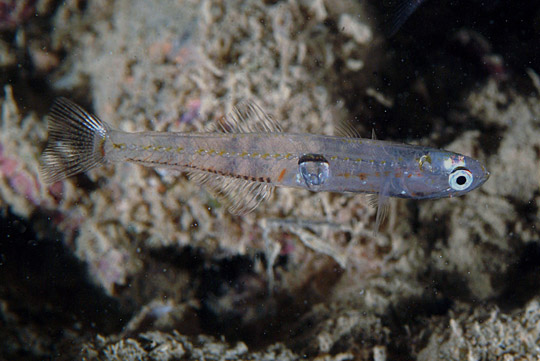
Xanguet (Aphia minuta)

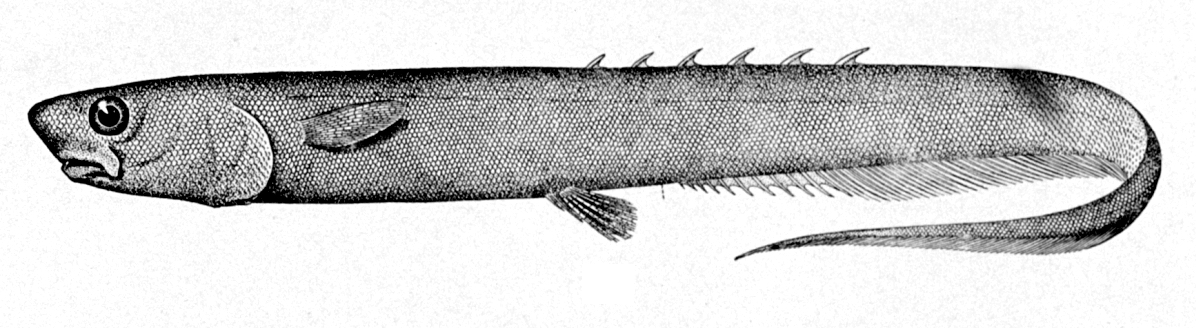
Notacanthus bonaparte (il·lustració del 1896)

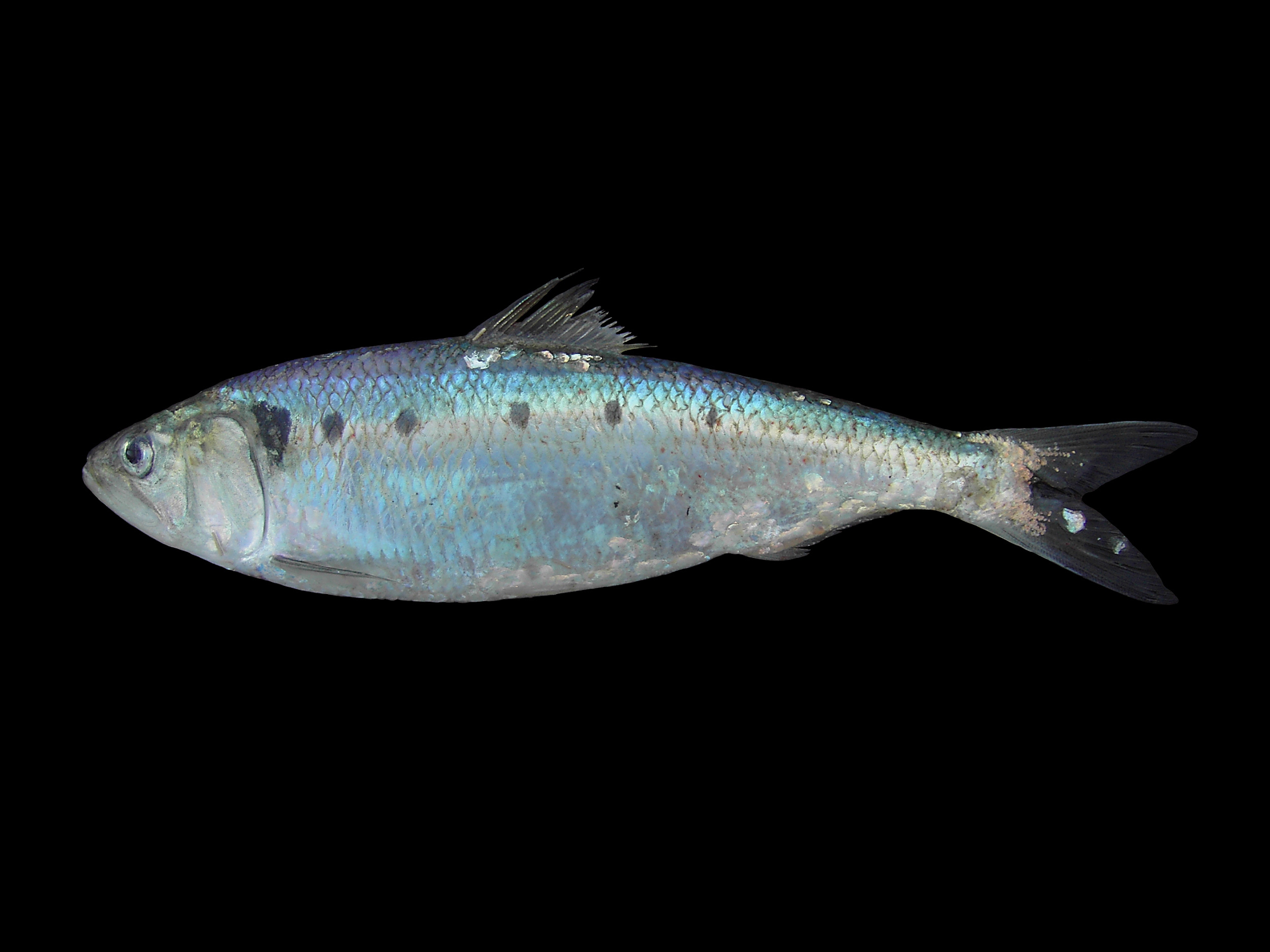
Alosa fallax

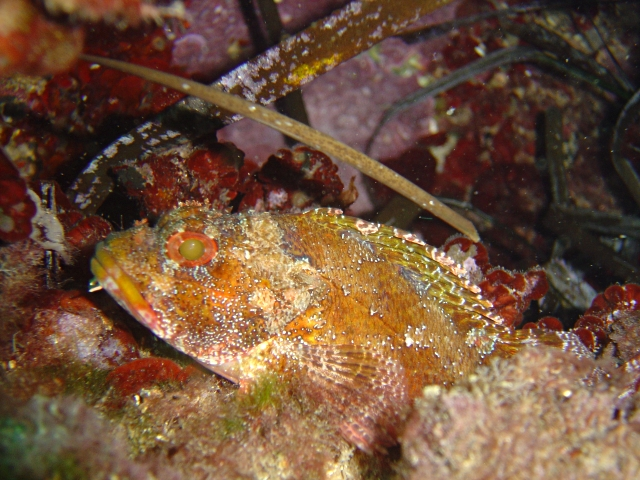
Scorpaena elongata

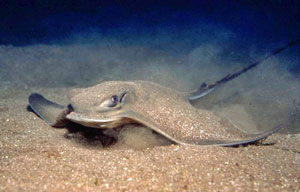
Milana (Myliobatis aquila)

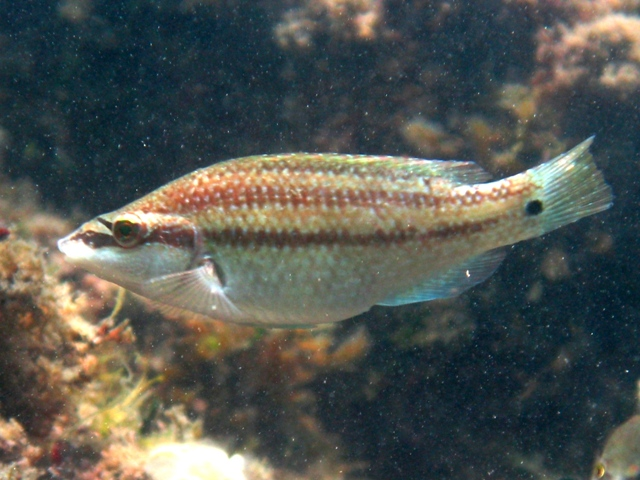
Llavió (Symphodus tinca)

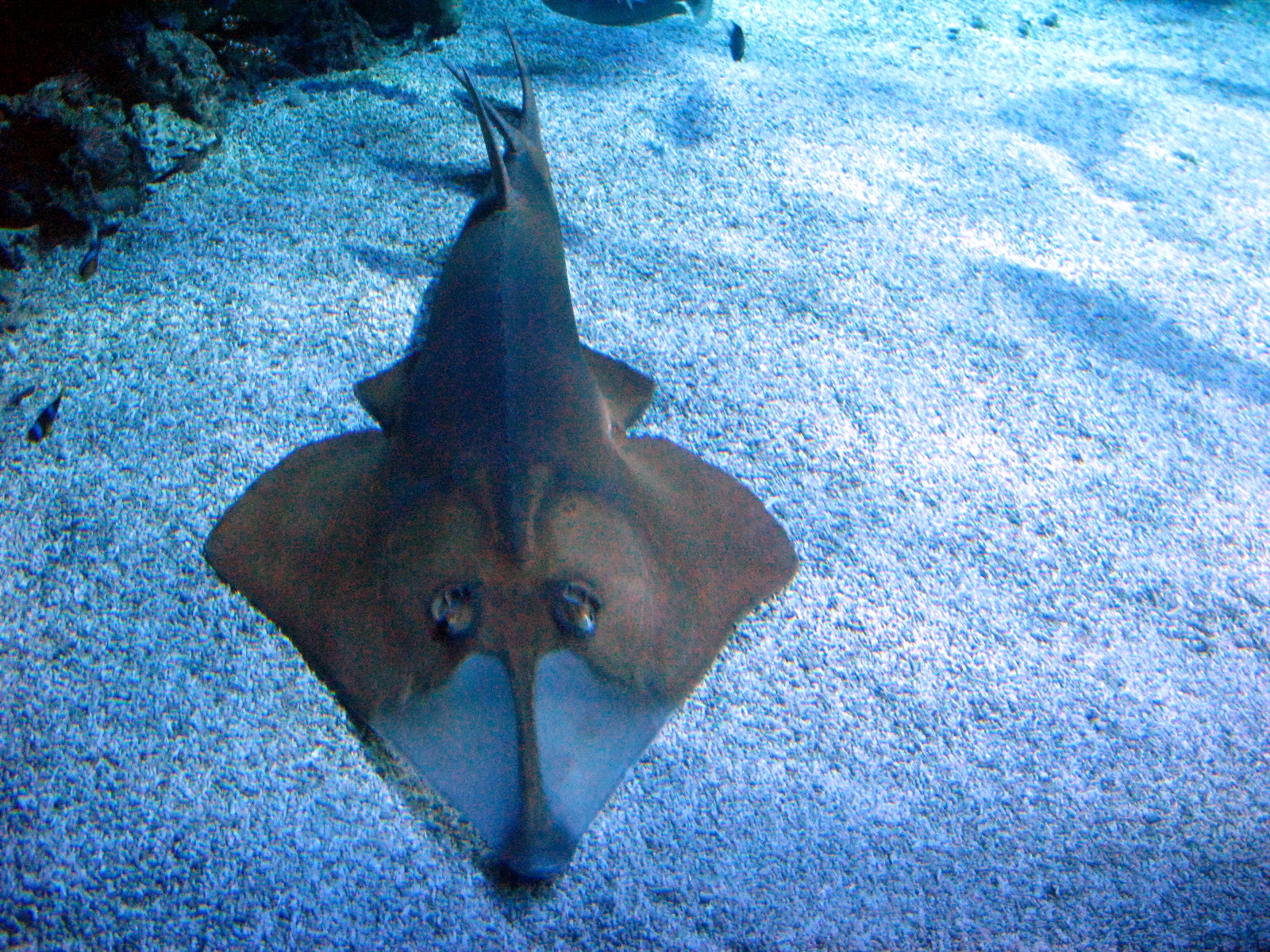
Rhinobatos cemiculus

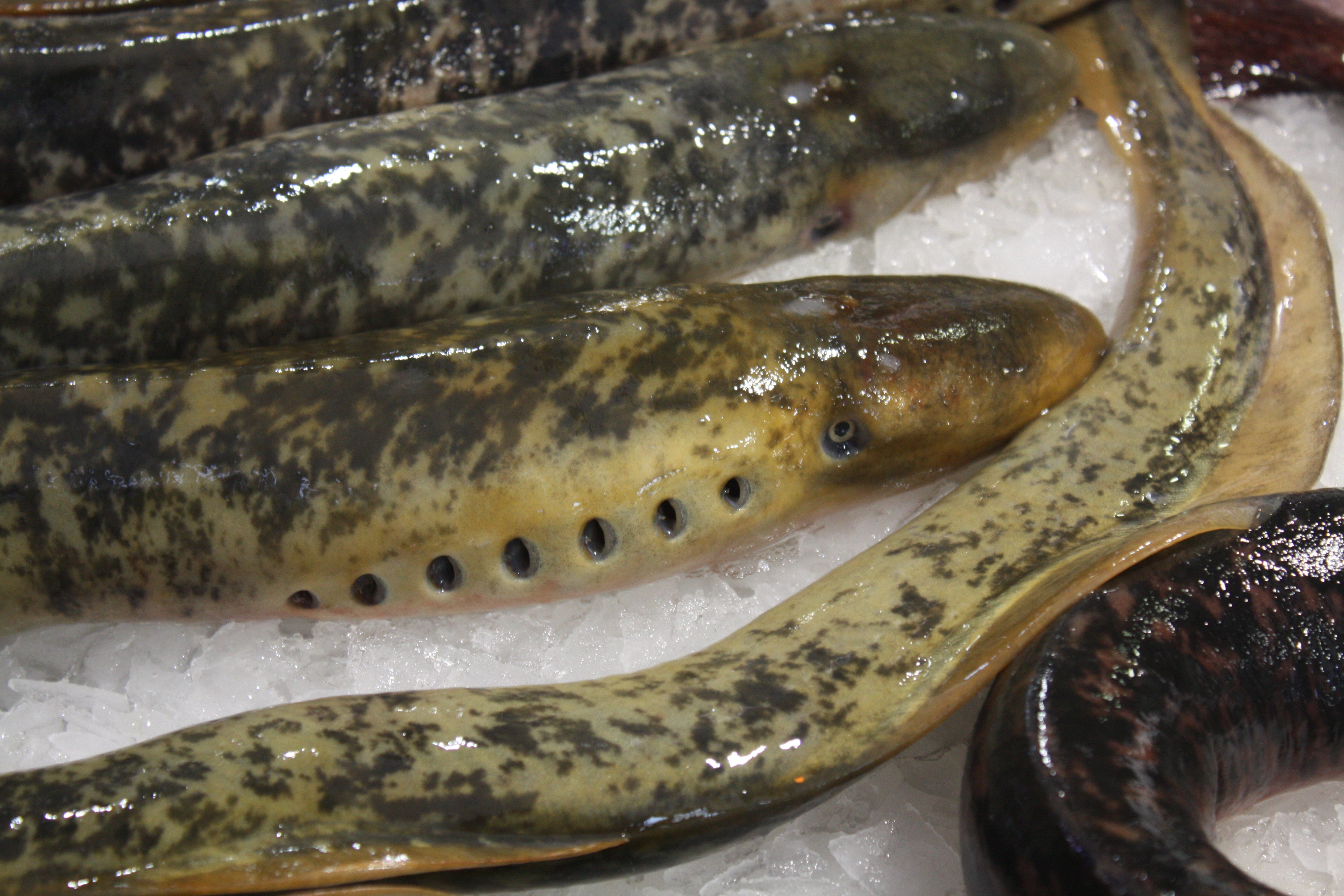
Llampresa de mar (Petromyzon marinus)

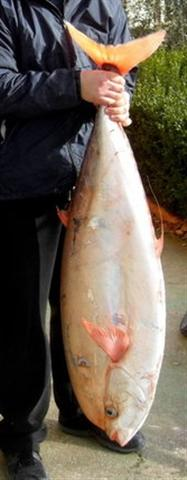
Luvar (Luvarus imperialis)

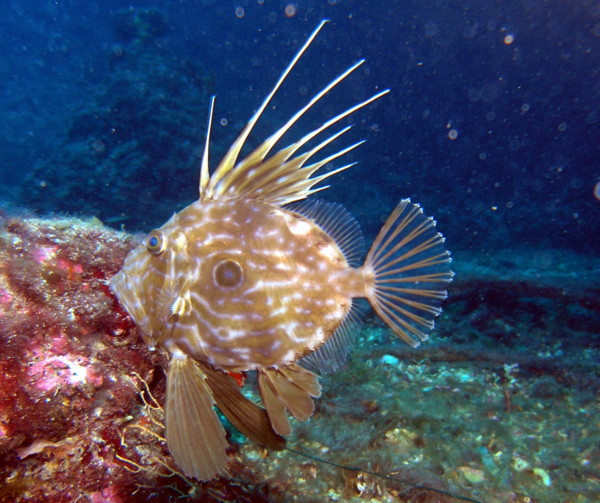
Gall de Sant Pere (Zeus faber)

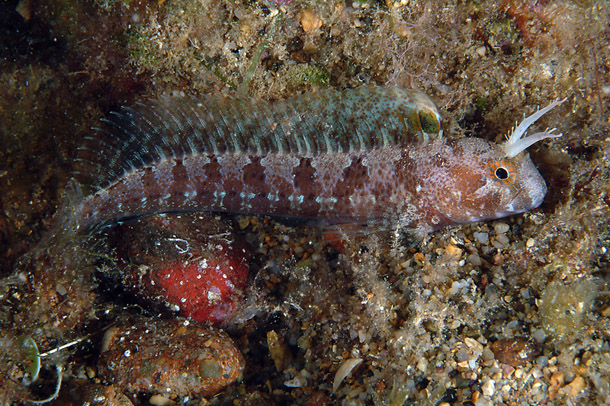
Banyut (Parablennius tentacularis)

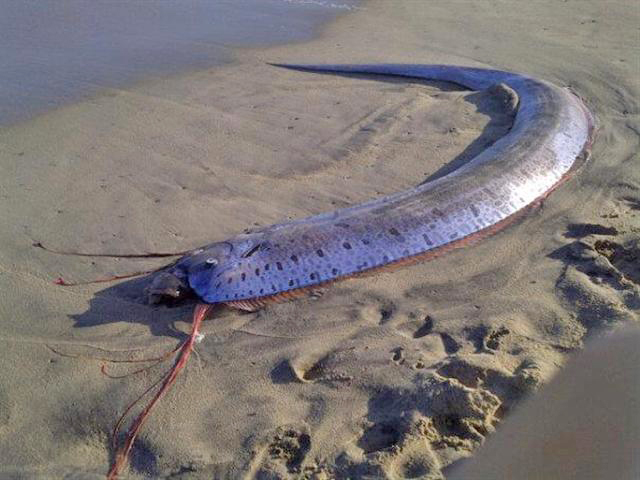
Rei dels peixos (Regalecus glesne)

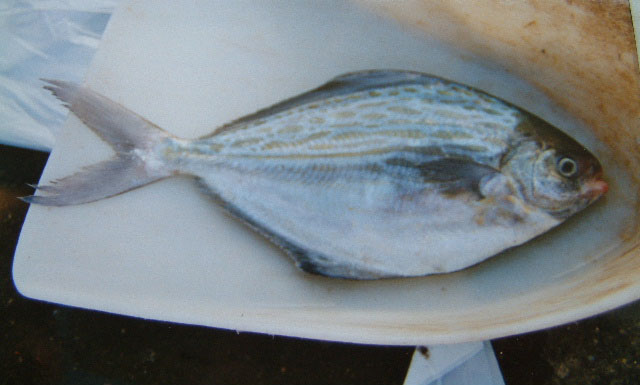
Stromateus fiatola

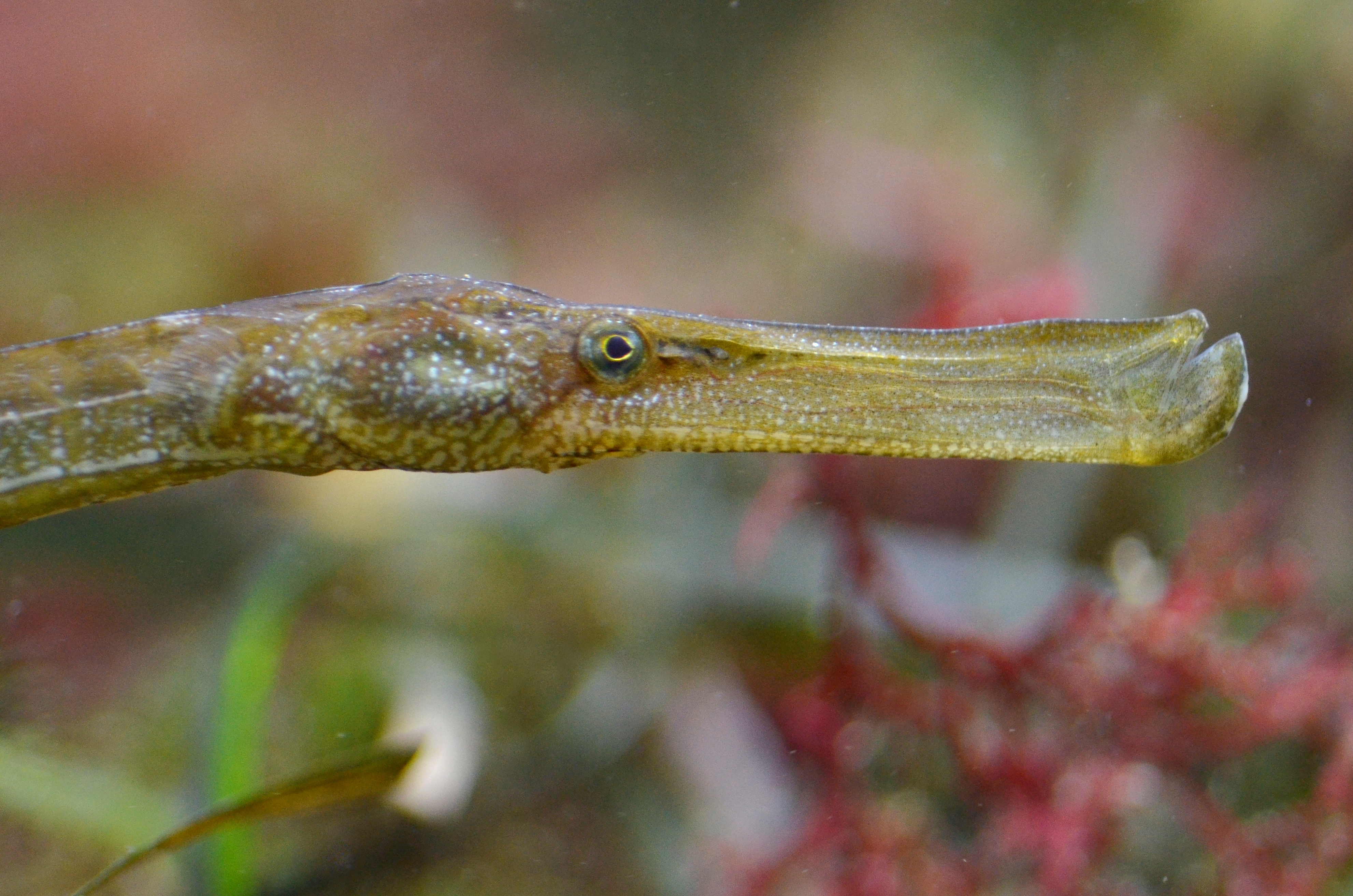
Serpentí (Syngnathus typhle)

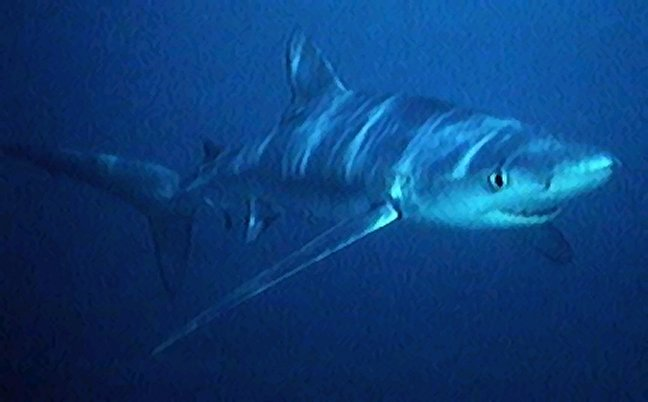
Tintorera (Prionace glauca)

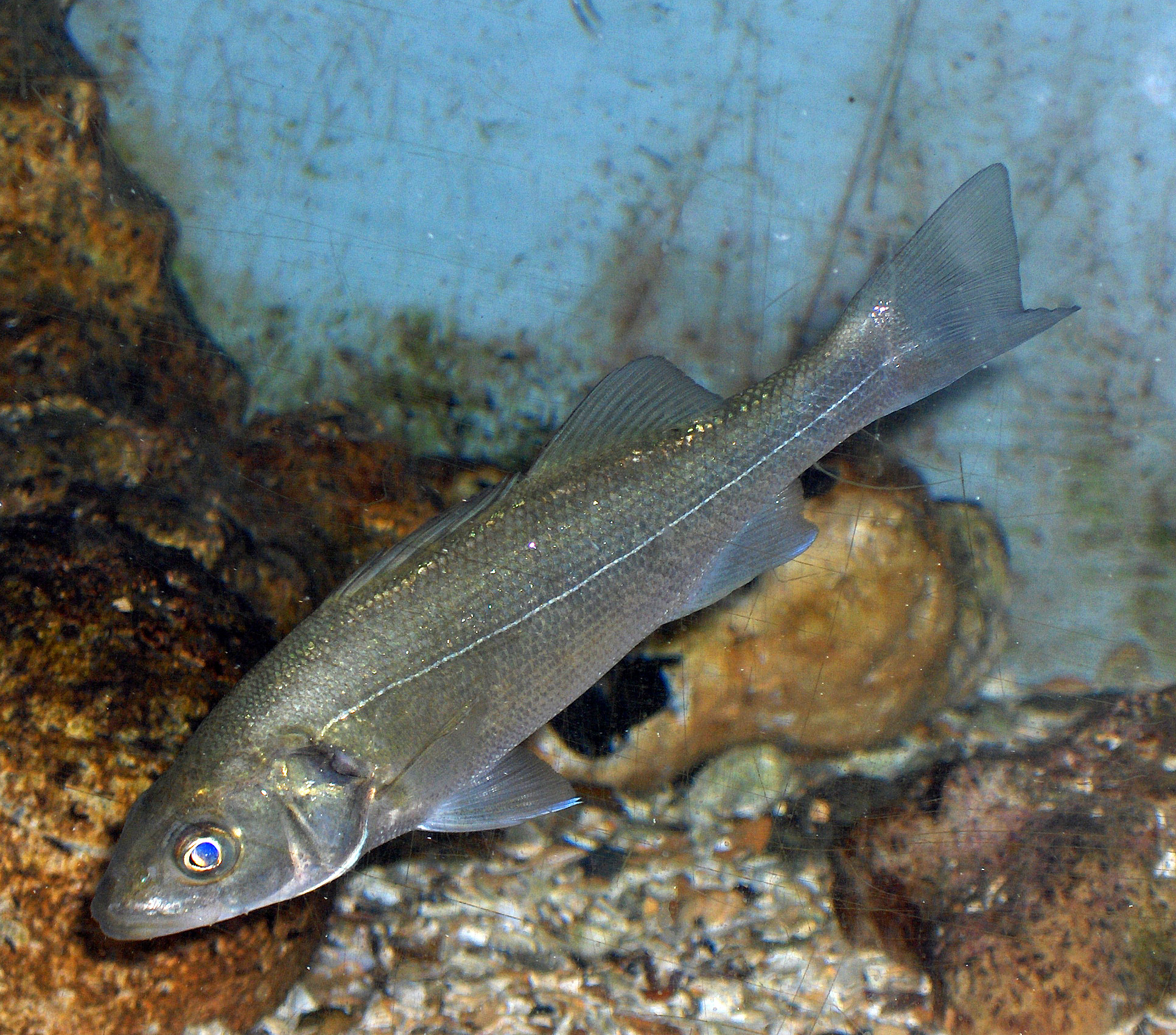
Llobarro (Dicentrarchus labrax)

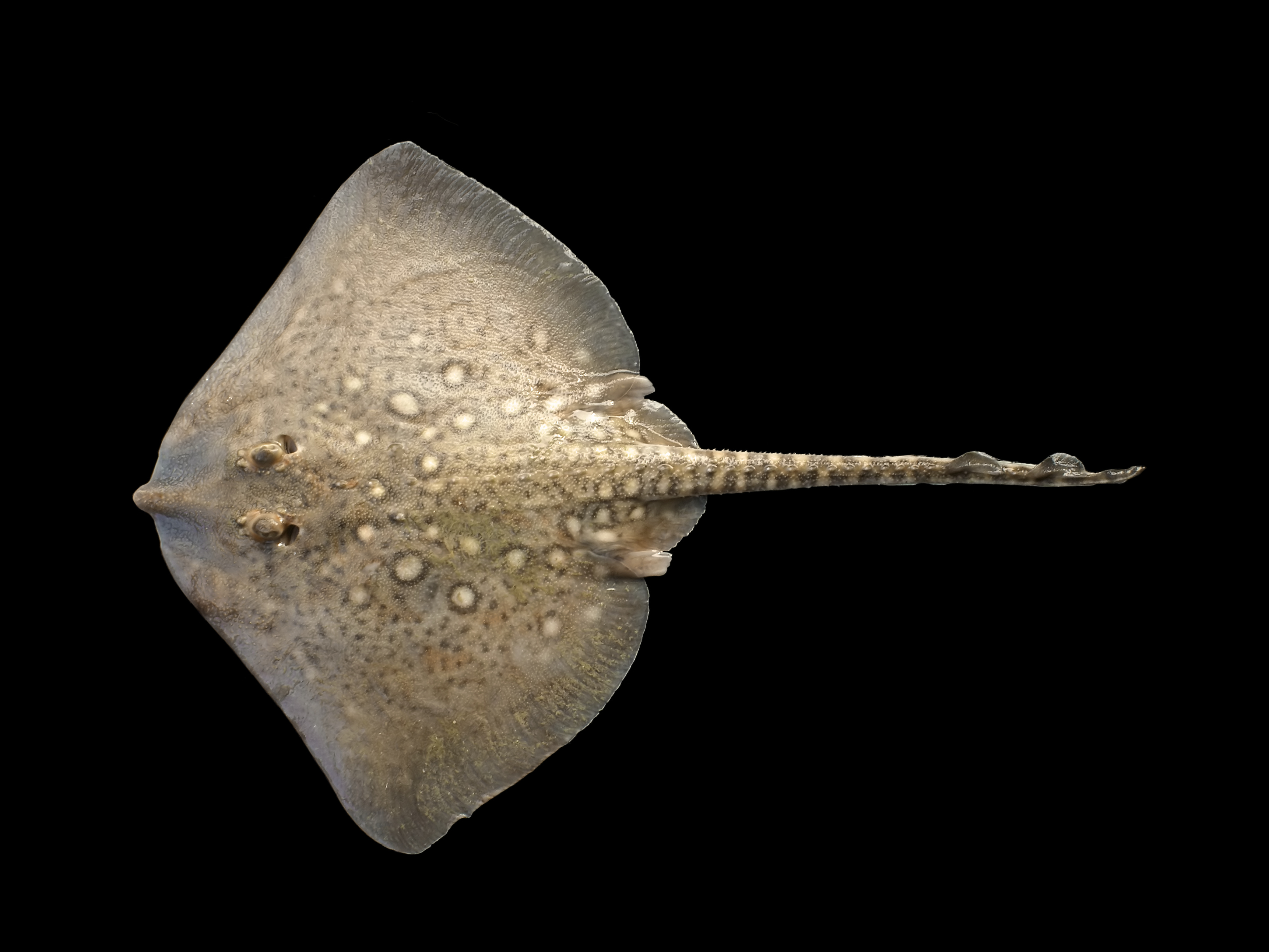
Clavellada (Raja clavata)

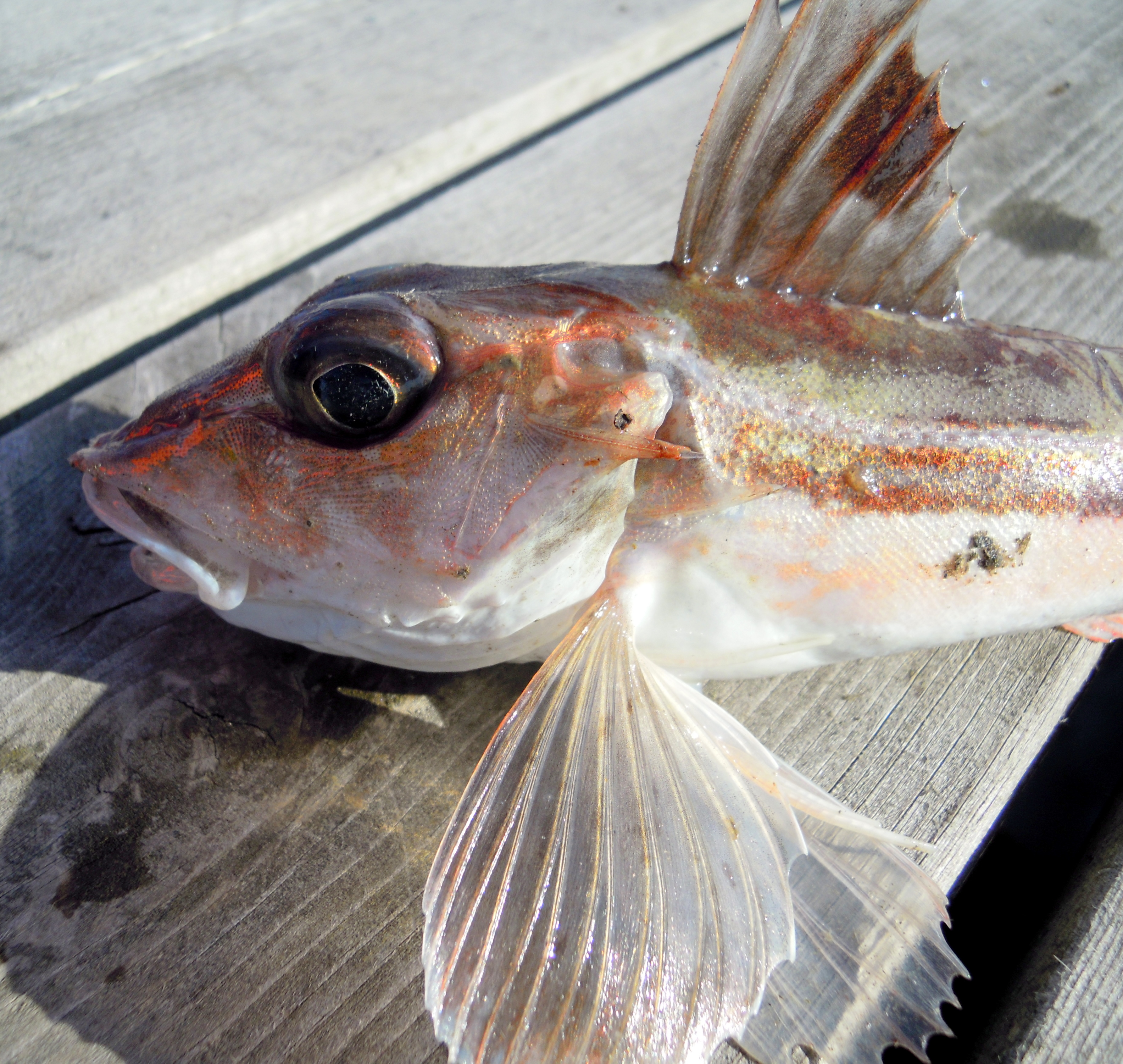
Lluerna verda (Eutrigla gurnardus)

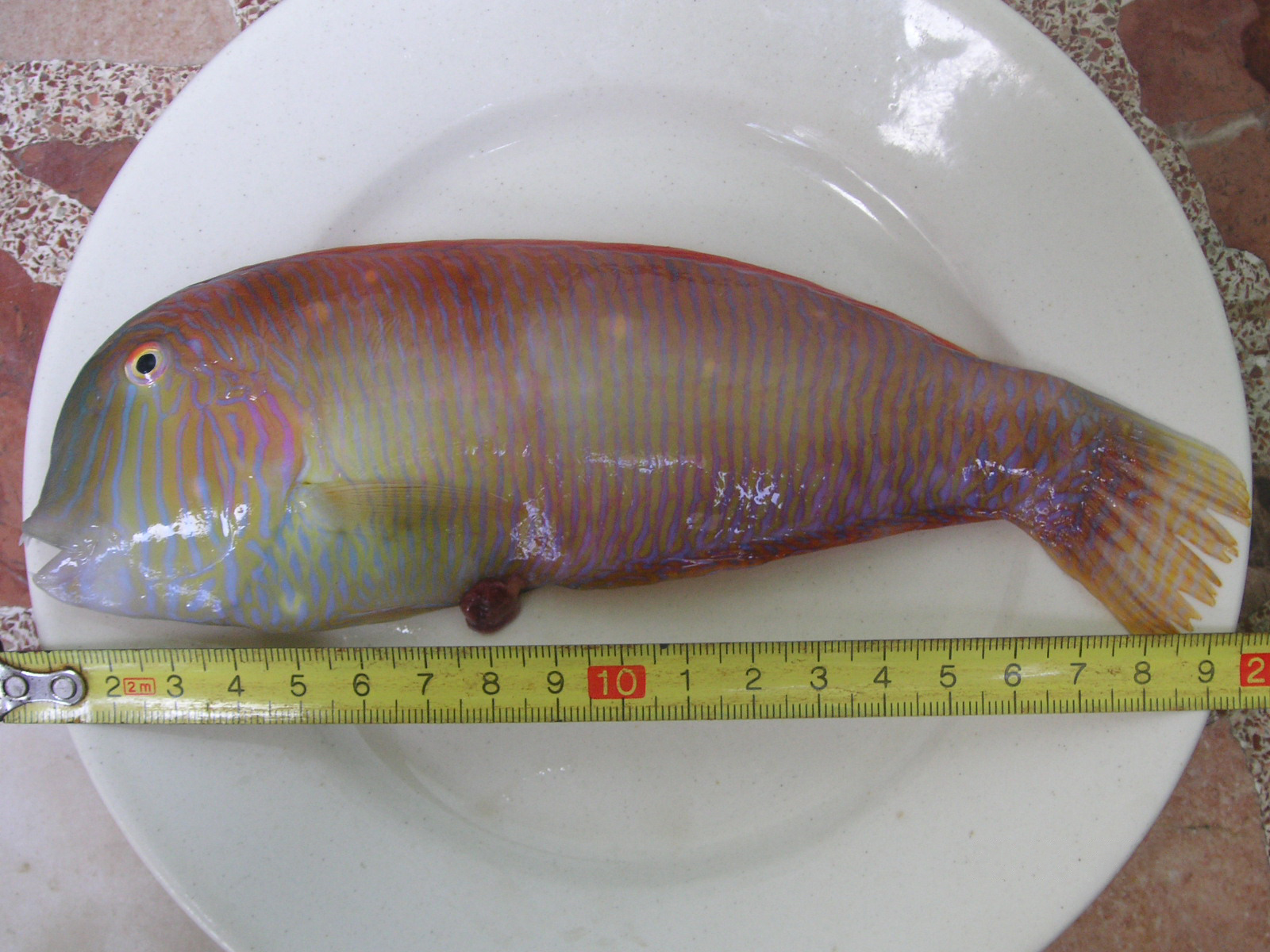
Raor (Xyrichtys novacula)

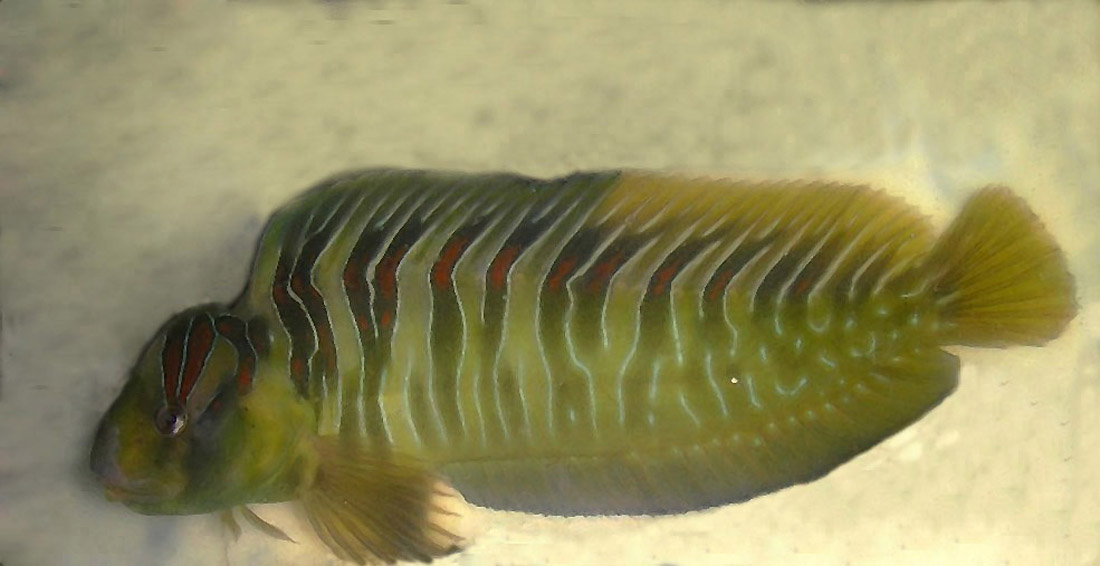
Salaria basilisca

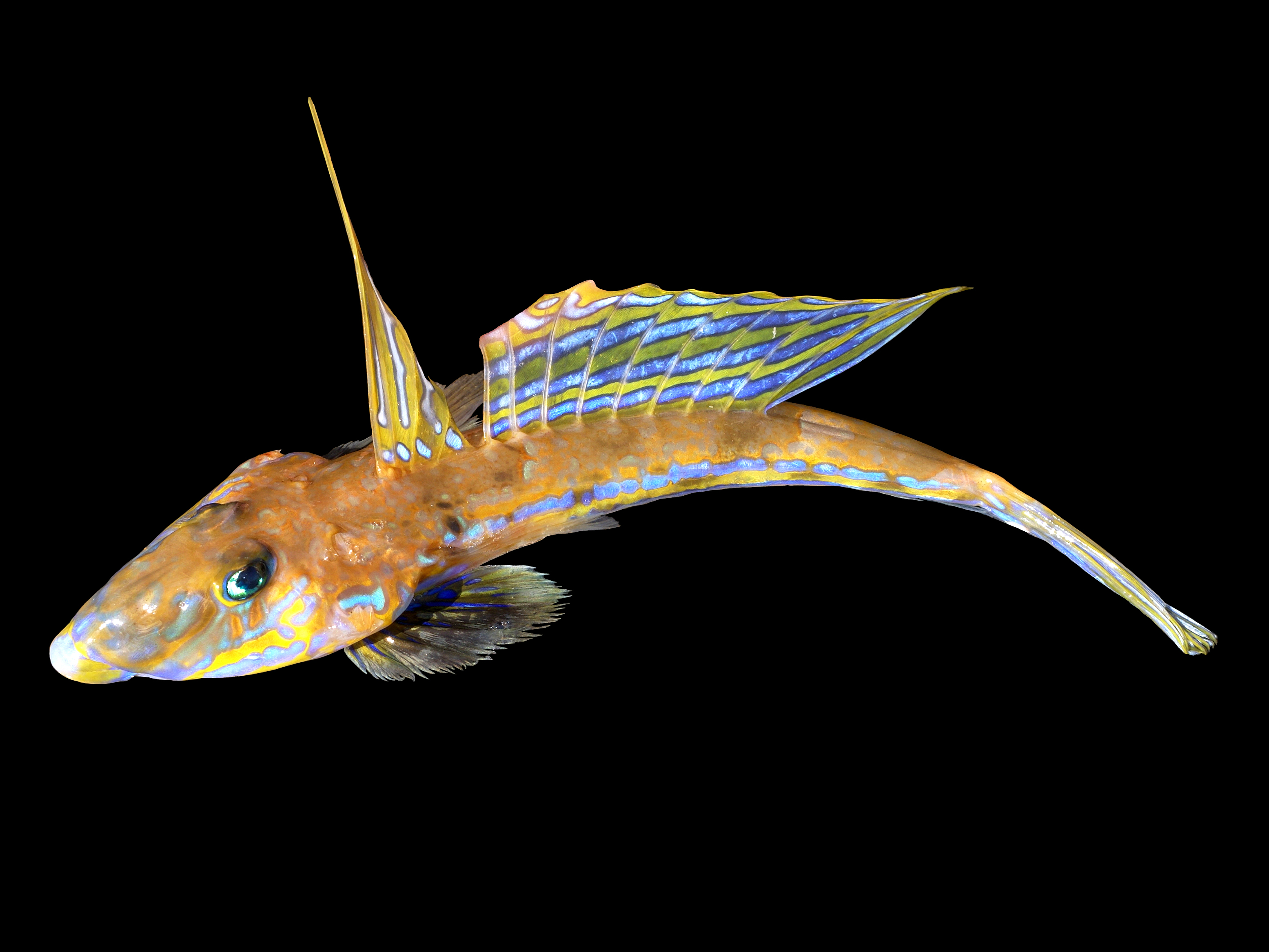
Dragó lira (Callionymus lyra)

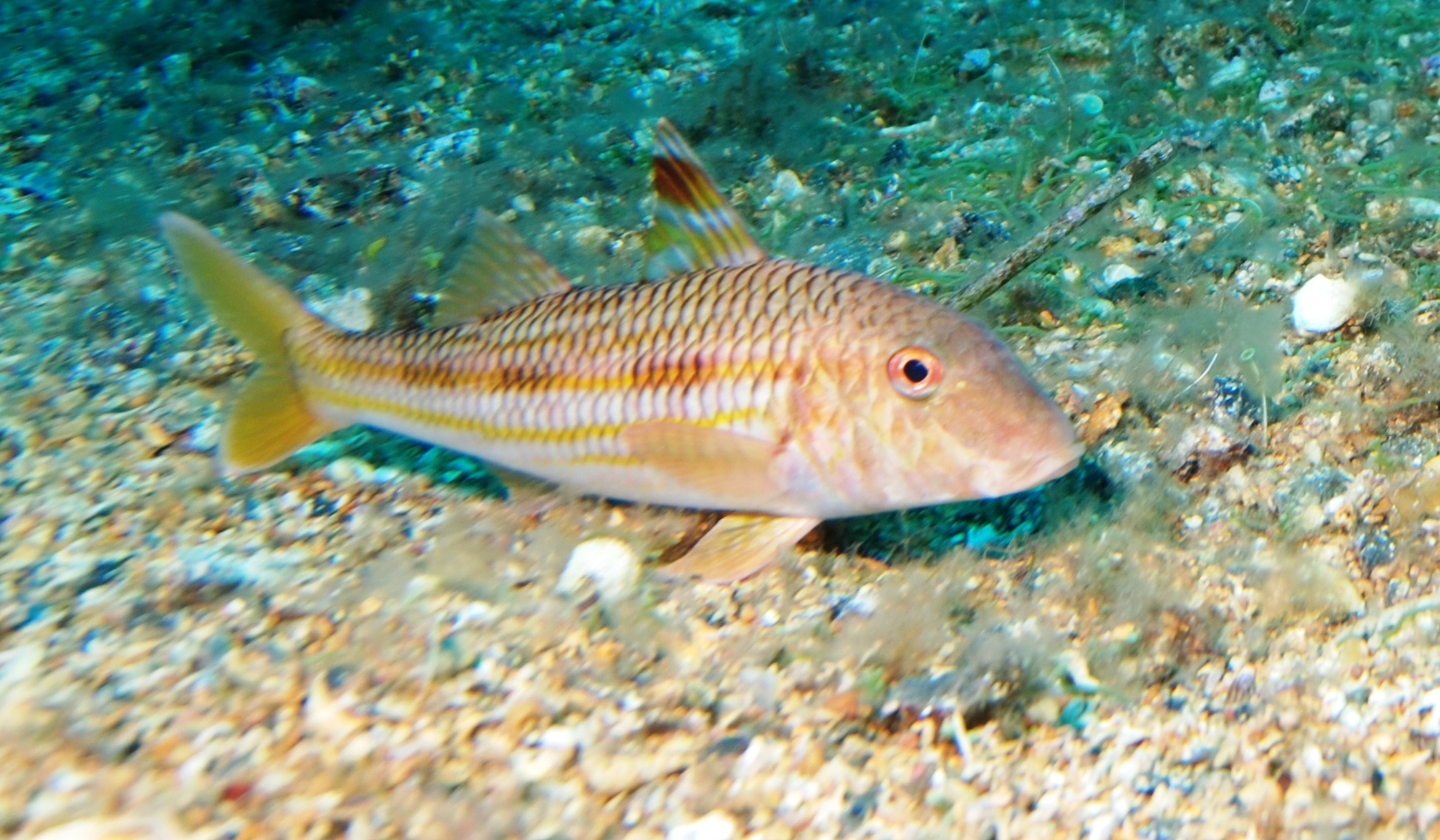
Moll de roca (Mullus surmuletus)

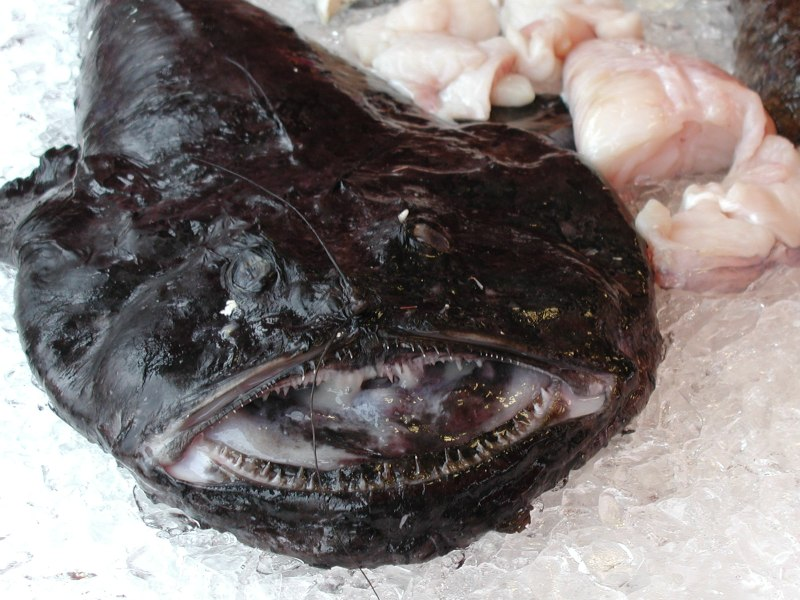
Rap (Lophius piscatorius)

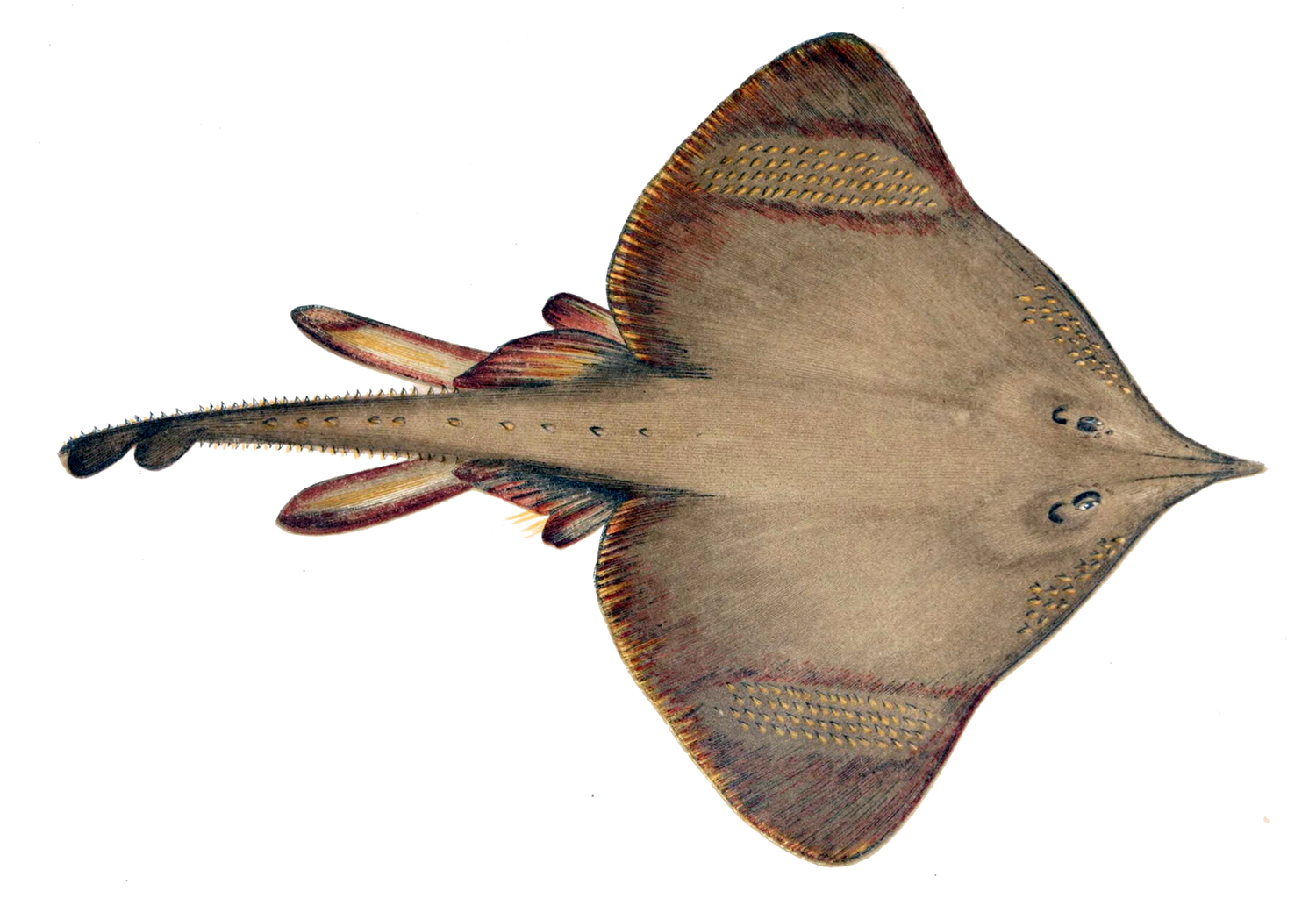
Caputxó (Dipturus oxyrinchus)

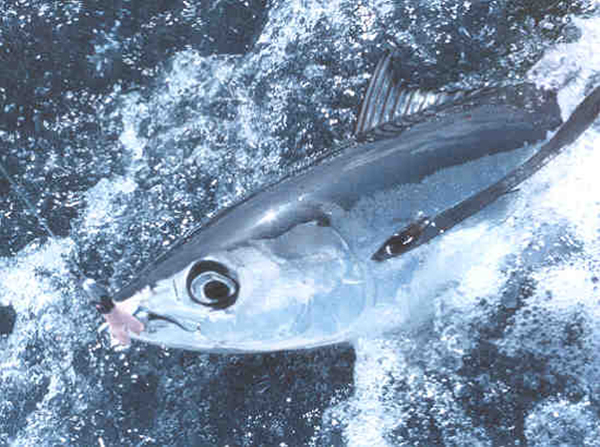
Tonyina blanca (Thunnus alalunga)

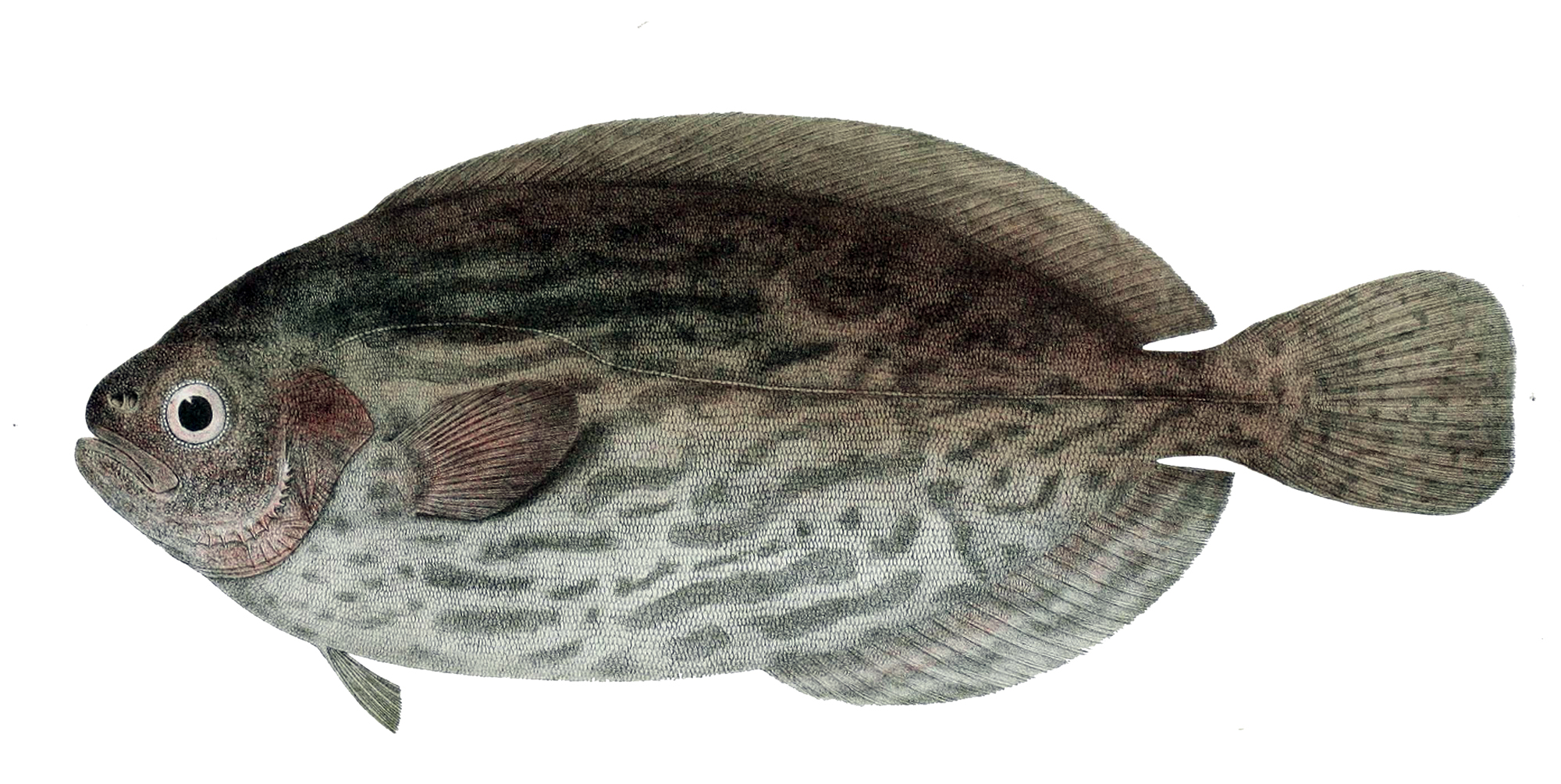
Schedophilus medusophagus (il·lustració del 1885)

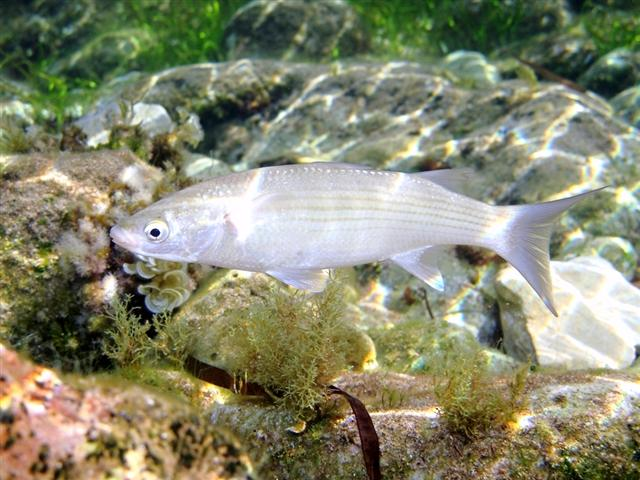
Llissa vera (Chelon labrosus)

Aquesta llista de peixos de Sardenya inclou 473 espècies de peixos que es poden trobar actualment a l'illa de Sardenya ordenades per l'ordre alfabètic de llur nom científic.

## A
- Acantholabrus palloni
- Acipenser sturio
- Aidablennius sphynx
- Alepisaurus ferox
- Alepocephalus rostratus
- Alopias vulpinus
- Alosa alosa
- Alosa fallax
- Anarchias euryurus
- Anarhichas lupus
- Anguilla anguilla
- Anthias anthias
- Aphanius fasciatus
- Aphia minuta
- Apletodon dentatus
- Apogon imberbis
- Apterichtus anguiformis
- Apterichtus caecus
- Arctozenus risso
- Argentina sphyraena
- Argyropelecus hemigymnus
- Argyrosomus regius
- Ariosoma balearicum
- Arnoglossus imperialis
- Arnoglossus kessleri
- Arnoglossus laterna
- Arnoglossus rueppelii
- Arnoglossus thori
- Atherina boyeri
- Atherina hepsetus
- Aulopus filamentosus
- Auxis rochei

## B
- Balistes capriscus
- Bathophilus nigerrimus
- Bathypterois dubius
- Bathysolea profundicola
- Bellottia apoda
- Belone belone
- Belone svetovidovi
- Benthocometes robustus
- Benthosema glaciale
- Beryx decadactylus
- Blennius ocellaris
- Boops boops
- Borostomias antarcticus
- Bothus podas
- Brama brama
- Buenia affinis
- Buglossidium luteum

## C
- Callanthias ruber
- Callionymus fasciatus
- Callionymus lyra
- Callionymus maculatus
- Callionymus pusillus
- Callionymus risso
- Campogramma glaycos
- Capros aper
- Caranx crysos
- Caranx hippos
- Carapus acus
- Carcharhinus brachyurus
- Carcharhinus brevipinna
- Carcharhinus limbatus
- Carcharhinus melanopterus
- Carcharhinus plumbeus
- Carcharias taurus
- Carcharodon carcharias
- Cataetyx alleni
- Cataetyx laticeps
- Centracanthus cirrus
- Centrolophus niger
- Centrophorus granulosus
- Centrophorus uyato
- Centroscymnus coelolepis
- Cepola macrophthalma
- Ceratoscopelus maderensis
- Cetorhinus maximus
- Chauliodus sloani
- Cheilopogon heterurus
- Chelidonichthys cuculus
- Chelidonichthys lucerna
- Chelidonichthys obscurus
- Chelon labrosus
- Chimaera monstrosa
- Chlopsis bicolor
- Chlorophthalmus agassizi
- Chromis chromis
- Chromogobius quadrivittatus[1]
- Chromogobius zebratus
- Citharus linguatula
- Clinitrachus argentatus
- Coelorinchus caelorhincus
- Coelorinchus occa
- Conger conger
- Corcyrogobius liechtensteini
- Coris julis
- Coryphaena hippurus
- Coryphaenoides guentheri
- Coryphaenoides mediterraneus
- Coryphoblennius galerita
- Crystallogobius linearis
- Ctenolabrus rupestris
- Cubiceps gracilis
- Cyclothone braueri
- Cyclothone pygmaea
- Cynoponticus ferox

## D
- Dactylopterus volitans
- Dalatias licha
- Dalophis imberbis
- Dasyatis centroura
- Dasyatis pastinaca
- Dasyatis tortonesei
- Deltentosteus collonianus
- Deltentosteus quadrimaculatus
- Dentex dentex
- Dentex gibbosus
- Dentex macrophthalmus
- Diaphus holti
- Diaphus metopoclampus
- Diaphus rafinesquii
- Dicentrarchus labrax
- Dicentrarchus punctatus
- Didogobius splechtnai
- Diplecogaster bimaculata
- Diplodus annularis
- Diplodus cervinus
- Diplodus puntazzo
- Diplodus sargus
- Diplodus vulgaris
- Dipturus batis
- Dipturus oxyrinchus
- Dysomma brevirostre

## E
- Echelus myrus
- Echeneis naucrates
- Echiichthys vipera
- Echinorhinus brucus
- Echiodon dentatus
- Elagatis bipinnulata
- Electrona risso
- Engraulis encrasicolus
- Epigonus constanciae
- Epigonus denticulatus
- Epigonus telescopus
- Epinephelus aeneus
- Epinephelus costae
- Epinephelus marginatus
- Eretmophorus kleinenbergi
- Etmopterus spinax
- Eutelichthys leptochirus
- Euthynnus alletteratus
- Eutrigla gurnardus
- Evermannella balbo
- Exocoetus obtusirostris
- Exocoetus volitans

## F
- Facciolella oxyrhyncha
- Fistularia commersonii

## G
- Gadella maraldi
- Gadiculus argenteus
- Gaidropsarus biscayensis
- Gaidropsarus mediterraneus
- Gaidropsarus vulgaris
- Galeorhinus galeus
- Galeus melastomus
- Gammogobius steinitzi
- Glossanodon leioglossus
- Gnathophis mystax
- Gobius ater
- Gobius auratus
- Gobius bucchichi
- Gobius cobitis
- Gobius cruentatus
- Gobius fallax
- Gobius geniporus
- Gobius niger
- Gobius paganellus
- Gobius roulei
- Gobius vittatus
- Gonostoma denudatum
- Gouania willdenowi
- Grammonus ater
- Gymnammodytes cicerelus
- Gymnothorax unicolor
- Gymnura altavela

## H
- Halobatrachus didactylus
- Halosaurus ovenii
- Helicolenus dactylopterus
- Heptranchias perlo
- Hexanchus griseus
- Hexanchus nakamurai
- Hippocampus guttulatus
- Hippocampus hippocampus
- Hirundichthys rondeletii
- Hoplostethus mediterraneus
- Hygophum benoiti
- Hygophum hygomii
- Hymenocephalus italicus
- Hypleurochilus bananensis

## I
- Ichthyococcus ovatus
- Istiompax indica
- Istiophorus albicans
- Isurus oxyrinchus

## K
- Kajikia albida
- Katsuwonus pelamis
- Kyphosus sectatrix

## L
- Labrus merula
- Labrus mixtus
- Labrus viridis
- Lagocephalus lagocephalus
- Lamna nasus
- Lampanyctus crocodilus
- Lampanyctus pusillus
- Lampetra fluviatilis
- Lampris guttatus
- Lappanella fasciata
- Lepadogaster candolii
- Lepadogaster lepadogaster
- Lepidion lepidion
- Lepidopus caudatus
- Lepidorhombus boscii
- Lepidorhombus whiffiagonis
- Lepidotrigla cavillone
- Lepidotrigla dieuzeidei
- Lestidiops jayakari
- Lestidiops sphyrenoides
- Lesueurigobius friesii
- Lesueurigobius suerii
- Leucoraja circularis
- Leucoraja fullonica
- Leucoraja melitensis
- Leucoraja naevus
- Lichia amia
- Lipophrys trigloides
- Lithognathus mormyrus
- Liza aurata
- Liza ramada
- Liza saliens
- Lobianchia dofleini
- Lobianchia gemellarii
- Lobotes surinamensis
- Lophius budegassa
- Lophius piscatorius
- Lophotus lacepede
- Luvarus imperialis

## M
- Macroramphosus scolopax
- Maurolicus muelleri
- Melanostigma atlanticum
- Merlangius merlangus
- Merluccius merluccius
- Microchirus ocellatus
- Microchirus variegatus
- Microichthys coccoi
- Microlipophrys canevae
- Microlipophrys dalmatinus
- Microlipophrys nigriceps
- Micromesistius poutassou
- Microstoma microstoma
- Millerigobius macrocephalus
- Mobula mobular
- Mola mola
- Molva macrophthalma
- Molva molva
- Monochirus hispidus
- Mora moro
- Mugil cephalus
- Mullus barbatus barbatus
- Mullus surmuletus
- Muraena helena
- Mustelus asterias
- Mustelus mustelus
- Mustelus punctulatus
- Mycteroperca rubra
- Myctophum punctatum
- Myliobatis aquila

## N
- Nansenia oblita
- Naucrates ductor
- Nemichthys scolopaceus
- Nerophis maculatus
- Nerophis ophidion
- Nettastoma melanurum
- Nezumia aequalis
- Nezumia sclerorhynchus
- Notacanthus bonaparte
- Notoscopelus bolini
- Notoscopelus elongatus

## O
- Oblada melanura
- Odontaspis ferox
- Oedalechilus labeo
- Opeatogenys gracilis
- Ophichthus ophis
- Ophichthus rufus
- Ophidion barbatum
- Ophidion rochei
- Ophisurus serpens
- Orcynopsis unicolor
- Oxynotus centrina

## P
- Pagellus acarne
- Pagellus bogaraveo
- Pagellus erythrinus
- Pagrus auriga
- Pagrus caeruleostictus
- Pagrus pagrus
- Parablennius gattorugine
- Parablennius incognitus
- Parablennius pilicornis
- Parablennius rouxi
- Parablennius sanguinolentus
- Parablennius tentacularis
- Parablennius zvonimiri
- Paralepis coregonoides
- Paralepis speciosa
- Parophidion vassali
- Pegusa impar
- Pegusa lascaris
- Pegusa nasuta
- Peristedion cataphractum
- Petromyzon marinus
- Phycis blennoides
- Phycis phycis
- Physiculus dalwigki
- Platichthys flesus
- Polyacanthonotus rissoanus
- Polyprion americanus
- Pomadasys stridens
- Pomatomus saltatrix
- Pomatoschistus bathi
- Pomatoschistus knerii
- Pomatoschistus marmoratus
- Pomatoschistus microps
- Pomatoschistus minutus
- Pomatoschistus quagga
- Prionace glauca
- Pseudaphya ferreri
- Pseudocaranx dentex
- Pteromylaeus bovinus
- Pteroplatytrygon violacea

## R
- Raja asterias
- Raja brachyura
- Raja clavata
- Raja miraletus
- Raja montagui
- Raja polystigma
- Raja radula
- Raja rondeleti
- Raja undulata
- Ranzania laevis
- Regalecus glesne
- Remora brachyptera
- Remora osteochir
- Remora remora
- Rhinobatos cemiculus
- Rhinobatos rhinobatos
- Rhinoptera marginata
- Rhizoprionodon acutus
- Rhynchogadus hepaticus
- Rostroraja alba
- Ruvettus pretiosus

## S
- Salaria basilisca
- Salaria pavo
- Salmo trutta
- Sarda sarda
- Sardina pilchardus
- Sardinella aurita
- Sardinella maderensis
- Sarpa salpa
- Scartella cristata
- Schedophilus medusophagus
- Schedophilus ovalis
- Sciaena umbra
- Scomber colias
- Scomber japonicus
- Scomber scombrus
- Scomberesox saurus
- Scophthalmus maximus
- Scophthalmus rhombus
- Scorpaena elongata
- Scorpaena loppei
- Scorpaena maderensis
- Scorpaena notata
- Scorpaena porcus
- Scorpaena scrofa
- Scorpaenodes arenai
- Scyliorhinus canicula
- Scyliorhinus stellaris
- Seriola dumerili
- Serranus cabrilla
- Serranus hepatus
- Serranus scriba
- Solea aegyptiaca
- Solea solea
- Somniosus rostratus
- Sparisoma cretense
- Sparus aurata
- Sphoeroides pachygaster
- Sphyraena sphyraena
- Sphyrna lewini
- Sphyrna mokarran
- Sphyrna tudes
- Sphyrna zygaena
- Spicara maena
- Spicara smaris
- Spondyliosoma cantharus
- Sprattus sprattus
- Squalus acanthias
- Squalus blainville
- Squatina aculeata
- Squatina oculata
- Squatina squatina
- Stomias boa boa
- Stromateus fiatola
- Sudis hyalina
- Symbolophorus veranyi
- Symphodus cinereus
- Symphodus doderleini
- Symphodus mediterraneus
- Symphodus melanocercus
- Symphodus melops
- Symphodus ocellatus
- Symphodus roissali
- Symphodus rostratus
- Symphodus tinca
- Symphurus ligulatus
- Symphurus nigrescens
- Synagrops japonicus
- Synapturichthys kleinii
- Synchiropus phaeton
- Syngnathus abaster
- Syngnathus acus
- Syngnathus phlegon
- Syngnathus tenuirostris
- Syngnathus typhle
- Synodus saurus

## T
- Tetragonurus cuvieri
- Tetrapturus belone
- Tetrapturus georgii
- Thalassoma pavo
- Thorogobius ephippiatus
- Thunnus alalunga
- Thunnus thynnus
- Torpedo marmorata
- Torpedo nobiliana
- Torpedo torpedo
- Trachinotus ovatus
- Trachinus araneus
- Trachinus draco
- Trachinus radiatus
- Trachipterus trachypterus
- Trachurus mediterraneus
- Trachurus picturatus
- Trachurus trachurus
- Trachyrincus scabrus
- Trichiurus lepturus
- Trigla lyra
- Trigloporus lastoviza
- Tripterygion delaisi
- Tripterygion melanurum
- Tripterygion tripteronotum
- Trisopterus capelanus
- Trisopterus luscus
- Tylosurus acus imperialis

## U
- Umbrina canariensis
- Umbrina cirrosa
- Umbrina ronchus
- Uranoscopus scaber

## V
- Valenciennellus tripunctulatus
- Vinciguerria attenuata
- Vinciguerria poweriae

## X
- Xiphias gladius
- Xyrichtys novacula

## Z
- Zebrus zebrus
- Zeugopterus regius
- Zeus faber
- Zosterisessor ophiocephalus
- Zu cristatus[2]